# ポケモンの一覧 (202-251)
ポケモンの一覧（ポケモンのいちらん）は、ゲームソフト『ポケットモンスターシリーズ』に登場する架空の生物「ポケットモンスター（ポケモン）」の一覧。本項では全1025種のうち、『ポケットモンスター 金・銀』から登場し、シリーズ共通の全国ポケモン図鑑において202から251までの番号を付与されている種を掲載する。

## ソーナンス
| 分類: がまんポケモン | タイプ: エスパー       | 高さ: 1.3m       | 重さ: 28.5kg |
| 特性: かげふみ       | かくれ特性: テレパシー | 進化前: ソーナノ | 進化後: なし |

ソーナノの進化形（『ルビー・サファイア』以降）。「がまんポケモン」の名の通り自分から攻撃することはなく、敵から受けた攻撃をカウンターなどで倍返しで反撃するだけのポケモン。青くて縦に長い体と何かをぐっと堪えるような表情をしている。光やショックを嫌うために洞窟の奥にひっそりと住み、目玉のついた黒い尾を見られるのを恥ずかしがる。♀は口の周りが赤く、口紅を塗ったようになっている。
『ルビー・サファイア』からは、とくせい「かげふみ」の効果で「ありじごく」とは違って全てのポケモン（『サン・ムーン』以降はゴーストタイプを除く）の交代をできなくさせることが可能になったが、ソーナンス同士が相対した場合、互いのとくせいが作用しあって硬直状態に陥ることがあった。『ダイヤモンド・パール』以降ではこの点が改善され、双方が「かげふみ」の場合は効果がなくなり逃走・交代ができるようになった。
『プラチナ』や『ハートゴールド・ソウルシルバー』では「Wi-Fiひろば」で遊べるミニゲームの1つに、協力してソーナンス型のポンプを使って風船を割る「どんどんソーナンス」がある。
TVアニメ版では無印146（金銀29）話で初登場。元々は少年テルのポケモンだった個体が、ロケット団のムサシの手持ちポケモンであるベロリンガと不意の弾みで交換され、以来勝手にモンスターボールから飛び出し相づちを打つようになる。コミカルな仕草を見せる飄々としたキャラクターで、後のシリーズにも通して登場し、ニャースに次ぐロケット団を象徴するポケモンとなっており、ニャースとコンビを組んで行動を起こすことも多々ある。声優はうえだゆうじ。
『週刊ポケモン放送局』や『ポケモン☆サンデー』ではソーナンスの着ぐるみキャラクターが登場し、キモリとともにナビゲーターを務めていた。『ポケモン☆サンデー』では、ニューヨーク支部長にまで昇進している。
『大乱闘スマッシュブラザーズDX』『大乱闘スマッシュブラザーズX』ではモンスターボールから登場。自分からは何もしないが、攻撃されると体を左右に揺らしての「カウンター」で周囲のファイターを敵味方問わず攻撃する。

## キリンリキ
| 分類: くびながポケモン         | タイプ: ノーマル/ エスパー | 高さ: 1.5m   | 重さ: 41.5kg       |
| 特性: せいしんりょく/ はやおき | かくれ特性: そうしょく     | 進化前: なし | 進化後: リキキリン |

キリンのような姿をしたポケモンで、体の後ろ半分が黒く、尻尾にも頭があるのが特徴。♀は黒い部分の面積が小さめ。尻尾の頭にも小さな脳があり、「前の頭が食事をしている時、後ろの頭も同じようにもぐもぐと何かを食べる仕草をする」「後ろの頭は考え事はできないが、眠らなくても平気なので24時間周囲を警戒し続けられる」という話がある。この尻尾は匂いに反応して噛みついてくることがあり、不用意に近づくと後ろを向いて尻尾で襲いかかる。キリンリキそのものは愛くるしい顔つきだが、それとは裏腹に「かみくだく」も覚える。名前が回文になっているのも特徴の一つで、英語名「Girafarig」も回文になっている。
なお、開発段階でのデザインでは、体が前後対称のデザインとなっていた。
『ダイヤモンド・パール』では四天王・ゴヨウが使用し、『ハートゴールド・ソウルシルバー』ではコガネジムのリーダー、アカネが再戦時に使ってくる。
『スカーレット・バイオレット』では「ツインビーム」を覚えた状態でレベルアップするとリキキリンに進化する。
TVアニメ版では『アドバンスジェネレーション』・ホウエンリーグではマサムネの手持ちポケモンとして登場したが、サトシと戦いたくないマサムネは適当な指示しか出さずヘイガニに攻撃できないまま敗れる。『ダイヤモンド&パール』では、四天王ゴヨウがポケモンリーグで放送されていた試合で使用。相性の悪いハッサムに勝利した。

## クヌギダマ
| 分類: みのむしポケモン | タイプ: むし         | 高さ: 0.6m   | 重さ: 7.2kg        |
| 特性: がんじょう       | かくれ特性: ぼうじん | 進化前: なし | 進化後: フォレトス |

クヌギの実、もしくは松ぼっくりのような姿をしたポケモン。口から出る液体は接着剤のような役割を持ち、空気に触れるとすぐ乾く。この液体で木の皮をくっつけて身をまもる鎧とする。暇さえあれば、木の皮を重ねて遊ぶ。際限なく木の皮をつけていく為、年老いたクヌギダマは凄まじく大きくなる。人や他のポケモンに度々木の実と間違えられ、天敵のポケモンに突つかれても固くて頑丈なので大丈夫。木を揺すられて地面に落ちると大爆発を起こす。好物はアブリー。
TVアニメ版ではタケシのポケモンとして登場。ボールから勝手に出たり嬉しい時などに頻繁に「じばく」する。後にフォレトスに進化する。声優は石塚運昇。ゴウの手持ちとしても登場、こちらは「じばく」せず木にぶら下がっていることが多い。こちらの声優はうえだゆうじ。
第8シリーズでは51話にて野生の個体が登場、木にぶら下がっていたが、ロイとホゲータが木に衝突した衝撃で落下し、リコ達を巻き込んで爆発してしまった。声優はフリード役の八代拓。70話ではオトシドリが落とした衝撃で自爆した。

## フォレトス
| 分類: みのむしポケモン | タイプ: むし/ はがね | 高さ: 1.2m         | 重さ: 125.8kg |
| 特性: がんじょう       | かくれ特性: ぼうじん | 進化前: クヌギダマ | 進化後: なし  |

クヌギダマの進化形。鋼でできた薄紫色の硬い殻に包まれており、中からは目しか見えず、獲物を捕る際も一瞬しか開かないため、中身はどうなっているのか分かっていない。木の枝にくっつき、危険を感じると体の破片を飛ばして身を守る。身体から砲身のようなものが生えており、これは殻の中に格納することも可能。格納後に殻をずらすことで殻の凹凸の形状を噛み合わせ、完全に殻を閉じることもできる。同じくミノムシのポケモンミノムッチとは違い、進化しても成虫の姿にならない。
ゲーム『金・銀・クリスタル』と『ハートゴールド・ソウルシルバー』(初戦のみ)では、毒ポケモン使いで四天王のキョウが使用し、後者では技「どくびし」で交代して出てくるポケモンに毒を浴びせる。「スカーレット・バイオレット」ではジムリーダーのカエデが再戦時に使用する。
TVアニメ版ではタケシのポケモンとして登場。サイズは通常より小柄。「こうそくスピン」や「まきびし」などを駆使し、「だいばくはつ」でとどめを刺すシーンが多い。

## ノコッチ
| 分類: つちへびポケモン       | タイプ: ノーマル   | 高さ: 1.5m   | 重さ: 14.0kg       |
| 特性: てんのめぐみ/ にげあし | かくれ特性: びびり | 進化前: なし | 進化後: ノココッチ |

ツチノコのような姿をしたポケモン。視線を感じるとドリル状の尾で穴を掘って地中に逃げる。背中の小さい羽で少しだけ浮くことが出来る。故に大昔は空を飛んでいたと主張する学者もいる。イワークが掘り進んで出来た空洞をディグダと共有することで棲み処にしている。土の匂いで居場所を判断するので絶対に迷う事は無い。滅多に人前に現れない大変レアなポケモンでもある。
初登場の『金・銀』では非常に珍しく、特定の洞窟でごく稀にしか出現しないが、大量発生することもある。HPがずば抜けて高く、「のろい」や「はねやすめ」による持久戦にも適している。『スカーレット・バイオレット』では「ハイパードリル」を覚えた状態でレベルアップするとノココッチに進化する。
TVアニメ版では第192（金銀第75）話に登場。ゲームと同様になかなか出現することがなくレアなポケモンとして描かれていたが、キイチ（声 - 桑島法子）という少年がキャタピーを使ってゲットした。他にも『デコロラアドベンチャー』では野生の個体が登場し、サトシがゲットしようとして失敗して逃がしてしまい、サトシとアイリスが喧嘩する原因を作ってしまった。声優は古島清孝。

## グライガー
| 分類: とびさそりポケモン         | タイプ: じめん/ ひこう | 高さ: 1.1m   | 重さ: 64.8kg       |
| 特性: かいりきバサミ/ すながくれ | かくれ特性: めんえき   | 進化前: なし | 進化後: グライオン |

サソリのような姿をしたポケモン。色は紫に近いピンク。背中に羽を持ち、これを広げて風に乗ることで、音を立てずに滑空できる。切り立った崖に巣作りし、そこを棲み処にする。獲物を見つけると静かに相手に忍び寄り、両腕の爪（鋏）と両足の爪で相手の顔面にしがみ付き、相手が驚いている隙に尻尾の先にある毒針を差し込んで仕留めるという。尻尾の先端部は♂の方が♀より大きい。ひとたび滑空を終えると、飛び跳ねながら巣に戻る。『ダイヤモンド・パール』からは「するどいツメ」を持たせて夜・深夜にレベルアップするとグライオンに進化する。
初登場である『金・銀・クリスタル』では『金・クリスタル』の「45番道路」に野生が出現するのみで、いずれのバージョンもゲーム中のトレーナーは誰も使用しないため、非常に珍しいポケモンであった（一般のトレーナーはおろか、ひこうポケモン使いのジムリーダーであるハヤトでさえ使用しなかったが、『ポケモンスタジアム金銀』では使用している）が、『スカーレット・バイオレット』の有料追加コンテンツ「ゼロの秘宝 前編・碧の仮面」ではブルーベリー学園の生徒でありゼイユの弟でもあるスグリが4戦目で使用したことで、記録を更新した。
TVアニメ版では第139（金銀第22）話に初登場。トイキングというおもちゃ屋の店主であるナガイ（声 - 屋良有作）が扮したヒーロー、グライガーマンのパートナーとして登場した（ナガイの娘であるユウカ（声 - 増田ゆき）もグライガールに扮していた）。また、『アドバンスジェネレーション』ではホウエンリーグでマサムネの手持ちとして登場し、カイリキーの「ばくれつパンチ」や「クロスチョップ」でダメージを受けながらも「ハサミギロチン」で勝利し、ガラガラに翼を「れいとうビーム」で凍らされ「ホネブーメラン」でダメージを受けるも、「ホネこんぼう」を食らいながらの「アイアンテール」で勝利する。サトシ戦ではジュプトルを「ハサミギロチン」で破るもオオスバメとは相打ちに終わる。『ダイヤモンド&パール』ではサトシの手持ちポケモンとなり、グライオンに進化した。

## ハガネール
| 分類: てつへびポケモン       | タイプ: はがね/ じめん | 高さ: 9.2m       | 重さ: 400.0kg |
| 特性: いしあたま/ がんじょう | かくれ特性: ちからずく | 進化前: イワーク | 進化後: なし  |

イワークの進化形。長生きしたイワークの体の成分が突然変異を起こし、全身が鋼鉄に変化したとされるが、土とともに長年かけて摂取･蓄積された鉄分による必然の成長だという見解もある。外見はイワークと同様に進化前に球状の鉱物が繋がってヘビの姿を作っているが、一節ごとに一対の突起が伸びる。尻尾の先は槍のように鋭く尖っている。頭部は角が無くなり、下顎が突き出気味の大顎を持つようになる。口の中には白くて四角い歯が上に2本と下に3本並び、二対の尖った奥歯が下顎と一体化している。なお、♀は奥歯が一対少ない。大顎で地中の岩などを噛み砕きながら掘り進み、活動範囲は地下1000メートルにも達する。視覚は地底の暗闇でも物が見えるように発達している。地底の高温・高圧下が天然の鍛造となって金属の身体を鍛え上げているため、身体はすさまじい強靭さを持ち、硬度はダイヤモンドをもしのぐどころかどんな鉱物よりも硬いと言われている。そのボディはレジスチルと同様傷一つつかないらしい。
『金・銀』発売以前に公開されたポケモンの一体で、「はがねタイプ」の存在が明かされるとともに公開されたポケモンでもある。『金・銀』ではジムリーダーのミカン、『ファイアレッド・リーフグリーン』では四天王のシバ（再戦時）、『エメラルド』ではジムリーダーのツツジ（殿堂入り後）、『ポケモンコロシアム』ではシャドー幹部のヴィーナス、『ダイヤモンド・パール』ではジムリーダーのトウガンと四天王のオーバ（『プラチナ』ではジムリーダーのトウガンが引き続き使用するが、四天王のオーバはハガネールに代わりブースター・ブーバーン等を使う）が、それぞれ使用する。
2Dのグラフィックでは体が地面についているが、対戦ゲームなど3Dのグラフィックでは空中に浮いているシーンがある（連れ歩きの際に本来苦手な水の上を移動できる）。
TVアニメ版ではタケシのポケモンとして登場したほか、進化前のイワークなどと共にサトシ達の前に立ちふさがる強敵という立場で度々登場している。ロケット団のバショウの手持ちとしても登場しており、ケンタに「頭でっかちのバカネール」と言われ逆ギレした。その後、ライコウの電撃に敗北する。ジョウトリーグではハヅキのポケモンとして登場、ヨルノズクをパワーで打ち負かし、カビゴンも「しめつける」で動きを封じるも「れいとうパンチ」で脱出されてからの「はかいこうせん」に敗北。ホウエンリーグではマサムネの手持ちとして登場、ピカチュウを破り、コータスも相性の悪さを物ともせず勝利するも、ジュプトルには「りゅうのいぶき」を「リーフブレード」ごと切り裂かれ敗れる。
第8シリーズでは第92話にてラクリウムの被害者になった野生のポケモンとして2匹登場。使用技は「いわおとし」「あなをほる」「すなじごく」「ギガインパクト」。声優は八代拓、三宅健太。
スマートフォン用アプリ「Pokémon GO」ではイワークに進化アイテム「メタルコート」を使って進化させるとハガネールになる。
『ポケモンマスターズEX』では四天王のハプウが色違いの個体を使用している（ただし『スカーレット・バイオレット』では本来ハガネールは登場しない）。
『オメガルビー・アルファサファイア』では「メガハガネール」へとメガシンカを遂げる。
メガハガネール
メガシンカのエネルギーにより体内の細胞が結晶化し、どんな高温にも耐えうる身体を手に入れた。体表の一部が金属片のように剥がれることで結晶が露出し、剥がれた破片は周囲に浮遊する。下顎はさらに突出し、鋭利な突起が目立つ。これを利用して顎で敵を薙ぎ払う。
メガシンカすることによって特性は「すなのちから」となり、能力面では「ぼうぎょ」が驚異的に高まる。

## ブルー
| 分類: ようせいポケモン | タイプ: フェアリー | 高さ: 0.6m   | 重さ: 7.8kg        |
| 特性: いかく/ にげあし | かくれ特性: びびり | 進化前: なし | 進化後: グランブル |

ブルドッグに似た顔の強面のポケモン。ピッピやピクシーと近縁のポケモンとされる。また、この2匹とは比較的色分けが似ているからか、意外にも分類も同じ「ようせい」である。姿に似合わず臆病だが、遊び好きで人になつくため女性の人気が高いという。臆病な性格がバレないように唸り声で相手を不安にさせる。一日の半分は寝ている。
『ポケットモンスター ブラック2・ホワイト2』まではノーマルタイプだったが、『ポケットモンスター X・Y』からは、分類の通りフェアリータイプに変更された。
短編映画『ピカチュウのなつやすみ』で金・銀に先駆けて初登場した。声優は龍田直樹。テレビシリーズでは貴婦人のポケモンとして登場し、ニャースの尻尾に噛みつこうとしていた。後に貴婦人と再会しグランブルに進化した。劇場版『みんなの物語』ではヒスイの若い頃のポケモンとして登場。ヒスイを助けるためにこの世を去った。それがヒスイがポケモン嫌いの原因となったが、現代でも幽体としてヒスイを見守っている。
実写映画『名探偵ピカチュウ』ではヨシダ警部（渡辺謙）のポケモン。不機嫌そうだが、中身は可愛らしい。

## グランブル
| 分類: ようせいポケモン | タイプ: フェアリー | 高さ: 1.4m     | 重さ: 48.7kg |
| 特性: いかく/ はやあし | かくれ特性: びびり | 進化前: ブルー | 進化後: なし |

ブルーの進化形。さらにブルドッグのイメージが強化され、体の斑点やフリルなどの可愛いアクセサリーが消え、代わりに巨大なキバの生えた大アゴと首輪がついた。だが臆病で繊細な性格は変わっておらず、脅かさなければ無暗に噛み付くことはない。重過ぎるキバのため、いつも首をかしげている。
「かみつく」「かみくだく」「ほのおのキバ」「かみなりのキバ」「こおりのキバ」など自前のキバを生かした噛み付き技を多く覚える。
『ポケットモンスター ブラック2・ホワイト2』まではノーマルタイプだったが、『ポケットモンスター X・Y』からは、フェアリータイプに変更された。
TVアニメ版ではロケット団のヤマトが使用。『サン&ムーン』ではジュンサーが使用していた。

## ハリーセン
| 分類: ふうせんポケモン     | タイプ: みず/ どく | 高さ: 0.5m   | 重さ: 3.9kg        |
| 特性: すいすい/ どくのトゲ | かくれ特性: いかく | 進化前: なし | 進化後: ハリーマン |

ハリセンボンのような姿のポケモンだが、色や特徴から、“トゲの生えたフグ”に近い（実際のハリセンボンは、卵以外は無毒）。身体中のトゲは、鱗が変化したもの。怒ると身体に水を入れ込んで膨らませ、毒を持つ無数のトゲを敵目がけて連射する。その毒は気を失うほど強力らしい。ベテランの漁師は毒針を打ち出した直後の無防備な状態を狙うとされる。みずタイプのポケモンだが身体が丸いため泳ぎは苦手らしい。
ヒスイのすがた
ヒスイ地方のハリーセンの姿。タイプはあく・どく。体が黒くなり、体の所々に紫色の模様がある。原種よりも凶暴な性格で、全身のトゲから毒をまき散らすため、漁師に嫌われている。原種と比べて毒針は太く短いが、猛毒はかなり強力で紫色に際立つと湛えるらしい。餌から毒素を取り込む。この時代からハリーセンは原種が発見されていた模様。絶滅種だと考えられていたが、研究の結果寒冷地に適応した姿である事が判明しており、その環境を再現する事に成功したブルーベリー学園では今でもその姿を確認する事が出来る。ハリーマンに進化する。
アニメではトレーナーのポケモンや野生のポケモンとしてたびたび登場する。

## ハッサム
| 分類: はさみポケモン             | タイプ: むし/ はがね     | 高さ: 1.8m         | 重さ: 118.0kg |
| 特性: むしのしらせ/ テクニシャン | かくれ特性: ライトメタル | 進化前: ストライク | 進化後: なし  |

ストライクの進化形の一つ。進化前のカマはハサミに変化し、体色も緑から赤（赤紫）に変化する。持ち前の素早さは失われたが、攻撃力と耐久性が共に上がった。また、その目玉模様があるハサミは体重の約1/3が集約されており、鋼鉄のように硬い。それらを振り上げ、顔が複数あるように見せかけて威嚇する。そのまま最大の素速さで振り下ろした場合、岩のかたまりをも粉々に粉砕するほどの破壊力を有するので危険。ハッサムにうっかり敵と認識されてしまうと、そのハサミで容赦無く叩きのめされるという。細身にもかかわらずこれだけの攻撃能力を持ちハサミを振り回せるのは、筋肉も鋼鉄で出来ている為。背中の羽は残っているが身体が重く飛行能力は失われ、代わりに高速で羽ばたかせることで体温調節ができるようになった。ただし、数ミリ程度なら飛ぶことは可能。進化前のストライクと同様に♀は腹が少し長い。
「はさみポケモン」であるにもかかわらず「はさむ」や「ハサミギロチン」を覚えず、「バレットパンチ」や「かわらわり」といった打撃技を多く覚えるため、挟むより殴る戦いを得意とする。
『プラチナ』では四天王・リョウが使用してくるほか、『ハートゴールド・ソウルシルバー』ではストライクから進化した形で、ジムリーダーのツクシが再戦で先鋒ポケモン（かつ最高レベル）として繰り出す。「スカーレット・バイオレット」ではブルベリーグ四天王のネリネが使用する。
スマートフォン用アプリ『Pokémon GO』ではストライクに進化アイテム「メタルコート」を使って進化させるとハッサムになる。
『X・Y』以降は「メガハッサム」へとメガシンカを遂げる一方、TV版アニメ『エックスワイ』特別編「最強メガシンカ」Act IVではアランが10人のメガシンカ使い達とのバトルをしている途中、4人目に登場した。
メガハッサム
両腕のハサミが大型化し、それらの形状が凶悪な形に変化したことに加えて、コンクリートにも突き刺さる鋭く強靱なトゲが多数付加したことで、はさむ力が更に増している。またそのハサミは挟んでいる獲物をズタズタに裂くという戦法をするが、リーチが長く寧ろ殴る方が得意。一方脚は三角形の装甲が付加されシャープかつ強靱となり、額・肩・腿には黒い装甲が追加されている。メガシンカの過剰なエネルギーによるオーバーフローで体が溶けるリスクを抱えている上にハサミが重過ぎる為、長時間戦うことはできない。
「ハッサムナイト」を持ち物として持つことでメガシンカが可能となる。メガシンカすると特性が元のものに拘わらず単独で「テクニシャン」に変化する。能力面では「HP」を除く全能力が上昇、特に「ぼうぎょ」が大きく上昇し元から高かった「こうげき」に近い数値を獲得している。
TVアニメ版ではジョウトリーグでシゲルの手持ちポケモンとして登場。サトシのカビゴンとベトベトンを倒すが、リザードンに敗北。また、『アドバンスジェネレーション』のホウエンリーグ決勝トーナメント1回戦で、サトシの対戦相手のカエデが使用。サトシのオオスバメと互角のスピードで戦い、「かげぶんしん」を「メタルクロー」と「めざめるパワー」で破り、「メタルクロー」で攻撃しようとしたところを「でんこうせっか」で勢いのつけた「つばめがえし」を食らい敗北。バトルフロンティア編では赤いイナズマと呼ばれる個体が登場。『ダイヤモンド&パール』第154話では「エアバトルマスター」と呼ばれる空中戦の達人トレーナー・ミツゾーが使用し、サトシのグライオンがミツゾーの元で修行するきっかけを作った。『サン&ムーン』ではグズマが使用し、アローラリーグ1回戦ではイリマのガルーラ（メガシンカ）を倒したが、準決勝ではサトシのニャヒートに敗北。ゴウのストライクもガンピの協力でハッサムに進化している。
『幻影の覇者 ゾロアーク』ではグーンのポケモンとして登場し、上映同年の6月18日から7月14日までの間、トレーナー名「グーン」のハッサムがニンテンドーWi-Fiコネクションで配布された。
『大乱闘スマッシュブラザーズDX』『大乱闘スマッシュブラザーズ SPECIAL』ではモンスターボールから登場。画面内を移動しつつ「メタルクロー」で敵ファイターを切り裂く。『DX』のフィギュア説明では「そのかっこよさから、とても人気のあるポケモン」と認められていた。

## ツボツボ
| 分類: はっこうポケモン         | タイプ: むし/ いわ       | 高さ: 0.6m   | 重さ: 20.5kg |
| 特性: がんじょう/ くいしんぼう | かくれ特性: あまのじゃく | 進化前: なし | 進化後: なし |

甲羅にすっぽりと入った触手の塊のような姿をしたポケモン。甲羅にはホヤやフジツボを連想させる小さい穴がたくさん開いていて、細長い頭部・手足のようなものがとびだしている。甲羅は赤く、本体は黄色い。動きは鈍いが、甲羅はすさまじい強度を持つ。甲羅の中に入れた木の実を発酵させ、自らの体液と混ぜてジュースにすることがある。
全ポケモンの中でもっとも防御力の高いポケモンであり、特防も極めて高いため、味方の補助や相手の牽制に特化した戦術に向く。
TVアニメ版では第171（金銀54）話に初登場。色違いの紫のツボツボが登場した。『ダイヤモンド&パール』ではロケット団のコサブロウが使用している。また、シンオウリーグではコウヘイのポケモンとしても登場。高い防御を生かしてサトシのヨルノズク、ドンファンを退け、フカマルも口の中に「ヘドロばくだん」を繰り出して苦しめるも、一か八かの「りゅうせいぐん」に敗北。使用技は「からにこもる」、「パワートリック」、「ジャイロボール」、「ヘドロばくだん」。声優は大谷育江。
ポケモンセンタートーキョーに設置されているジュースの自動販売機にはツボツボが描かれている。
2018年1月にイラストレーターで漫画家の高橋きのによってポケモンだいすきクラブに寄稿された記事には、少なくとも3ボックス分（90匹）のツボツボを用意した『ソウルシルバー』のソフトを寄稿者の高橋が所持していたことが明かされている。プレイ当時、高橋は「最強のツボツボ使い」を目指していたという。

## ヘラクロス
| 分類: 1ぽんヅノポケモン        | タイプ: むし/ かくとう     | 高さ: 1.5m   | 重さ: 54.0kg |
| 特性: こんじょう/ むしのしらせ | かくれ特性: じしんかじょう | 進化前: なし | 進化後: なし |

日本のオスのカブトムシの成虫を二足歩行にしたようなポケモンで、頭部には大きな角が存在する。
主に樹液を餌にしている。おとなしい性格だが、食事の邪魔をされると、独り占めをするために角を使って威嚇したり、投げ飛ばしたりする。その角で投げ飛ばす際、手足の爪を樹木の幹や地面に食い込ませて踏ん張ることで、驚異的な怪力を発揮する。自分の体重の100倍の重量物をも持ち上げることが出来る。
実際のカブトムシと異なり雌ともに角を持ち、♀は角の先がハートのような形をしている。背中の鞘翅の内側に飛翔用の翅を持つ。
カイロスと縄張り争いをすることが多いが、アローラ地方では逆に仲がよく、クワガノンを敵視している。また、カイロスと対を成すためか、鋭い爪を持つが「シザークロス」を覚えない。
『金・銀』初登場のむしタイプ最強クラスの技「メガホーン」をレベルアップで覚えることができる。
エレキッド・トゲピー・ホウオウ・ドンファンなどと並び、早期に『金・銀』からの登場が予告されたポケモン。
スマートフォン用アプリ「Pokémon GO」では地域限定ポケモンとして設定されており、南アメリカ各国のみで出現するようになっている。
『X・Y』以降は「メガヘラクロス」へとメガシンカを遂げる。
メガヘラクロス
頭部の他に背中からもう一本さらに大きな角が伸び、背中の前翅もオレンジ色に変化し、ヘラクレスオオカブトの成虫を模した外見となった。また両前腕部には太い外殻が、腹部には熱排出口がそれぞれ付加され、一時的に怪力を発揮した際に体の熱を逃がす役割がある。体重は62.5kgに増加しているが、戦闘機はもちろん自身の体重の500倍もの重量物を持ち上げるほどのパワーを獲得した。しかし、元の姿に戻ると酷い筋肉痛に悩まされてしまう。
持ち物に「ヘラクロスナイト」を持たせることでメガシンカが可能となる。メガシンカすると特性が「スキルリンク」に変わり、連続技が必ず最大の5回まで発動できるようになる。能力は「すばやさ」が下がるものの、「こうげき」「ぼうぎょ」「とくぼう」の3つが「こうげき」に偏った形で上昇する。全ポケモン中トップクラスに到達した「こうげき」に加えて、同じく『X・Y』以降に新たに習得した「ミサイルばり」「つっぱり」「ロックブラスト」「タネマシンガン」といった連続技が5回確定攻撃可能となり、高い突破力を実現している。
ゲームでは多数のトレーナーに使用されている。例として、『ポケットモンスター ファイアレッド・リーフグリーン』ではチャンピオンとなったライバルが強化戦でピジョットに代わって先鋒ポケモンにしている。さらに『ダイヤモンド・パール・プラチナ』でもライバルや四天王のリョウ、『ハートゴールド・ソウルシルバー』でもジムリーダーのツクシが再戦時に、『スカーレット・バイオレット』でもジムリーダーのカエデが再戦時に使用する。
ニンテンドウカップ2000全国大会優勝者のメンバーの1体でもある。その大会の決勝戦では残り1体のヘラクロスが「こらえる」で相手の攻撃をHP1残して耐え、そこから「きあいのハチマキ」の効果によって1回相手の攻撃を耐えたのを挟んで、「きしかいせい」により相手のポケモンを3体連続で倒す奇跡の逆転劇を見せた。
TVアニメ版ではサトシのポケモンとして登場。樹液が好物で特にフシギダネの蜜が気に入っており、吸おうとして嫌がられ「つるのムチ」て叩かれるシーンが定番。声優は小西克幸。また、『ダイヤモンド&パール』ではジュンのポケモンとして登場。また、コロミのポケモンとしても登場、ゴウのカイロス（メス）が彼に惚れ、ゴウがこれと別個体のカイロスと交換してゴウのポケモンとなった。これ以外にも別個体が何度か登場。

## ニューラ
| 分類: かぎづめポケモン           | タイプ: あく/ こおり     | 高さ: 0.9m   | 重さ: 28.0kg     |
| 特性: するどいめ/ せいしんりょく | かくれ特性: わるいてぐせ | 進化前: なし | 進化後: 本文参照 |

鋭いカギ爪を持った黒猫のような姿をしたポケモン。ずる賢くて非常に獰猛。腕に隠したその爪を急に伸ばして、敵の急所を切り裂いてとどめを刺す。敵が動かなくなるまでは誰にも攻撃を止められないという。木に登り、アーボと同様にポッポやオニスズメの卵を食べる。基本的に親は追い払う。複数で連携をとるが、誰が卵を食べるかで揉める。あまりの被害にブリーダーから憎まれ駆除される事も。♀の方が赤い左耳が短い。
没デザインはイタチのような外見だった。第4世代からはマニューラに進化できるようになった。夜に「するどいツメ」を使用することで進化する。
ヒスイのすがた
タイプ：かくとう・どく、かくれ特性：どくしゅ。ヒスイの姿のニューラの姿。全体的に白くなり、顔部分・カギ爪・耳の部分が毒々しい紫色になっている。両手のカギ爪は比較的湾曲しており、断崖絶壁を登る時に便利。獲物の狩り方はドクロッグなどのそれに似ており、爪で捕らえると同時に爪の先から毒液を注入して仕留める。原種と異なりマニューラではなくオオニューラに進化し、進化できるのも日中（朝・昼・夕方）に限られる。
『金・銀』のライバル（あるトレーナーから奪い取ったもの）やキッサキシティジムリーダーのスズナ、ギンガ団ボスのアカギが使用するポケモンでもある。
アニメ版ではジョウトリーグにてハヅキのポケモンとして登場、サトシのピカチュウを「メタルクロー」で倒したものの、ワニノコには手を噛まれ尻尾で叩きつけられ敗北。キッサキジムリーダースズナの手持ちとしても登場。一番目に使用し、スピードでサトシのハヤシガメを翻弄するが、隙を突かれてハヤシガメに反撃され敗北。

## ヒメグマ
| 分類: こぐまポケモン       | タイプ: ノーマル       | 高さ: 0.6m   | 重さ: 8.8kg      |
| 特性: ものひろい/ はやあし | かくれ特性: みつあつめ | 進化前: なし | 進化後: リングマ |

小熊のような姿をしたポケモン。額に三日月の模様を持ち、二本足で立って歩く。まん丸な尻尾がチャームポイント。手のひらには蜂蜜が染み込んでいるためにいつも手のひらをなめている。この蜂蜜は果物の果汁とスピアーが集めた花粉をブレンドして作られた物や、ミツハニーの巣から掠め取って来た物で、個体によって味が異なる。食べ物が減る冬の前になると食糧探しを行い、自分たちの縄張りに隠す習性を持つ。
『スカーレット・バイオレット』ではジムリーダーのカエデが初戦でメスの個体をエースポケモンとして使用し、テラスタルでむしタイプに変える。再戦時にはリングマに進化する。
TVアニメ版では第187（金銀第70）話に初登場。人を騙して食べ物を奪うなど非常に腹黒い性格。サトシのチコリータとのバトルで敗れた後にリングマに進化するが、ロケット団を騙すなど最後まで懲りていなかった。声優は矢島晶子。また、サイドストーリーではピチュー兄弟の友達の1匹として登場している。このヒメグマは食欲旺盛で友達思いの性格。こちらの声優は白鳥由里。
第8シリーズではカエデのパートナーとして登場し、「クマちゃん」のニックネームで呼ばれている。テラスラル研修の基礎テストでリコのニャローテを「あまえる」や「あまいかおり」で油断させ「きりさく」で攻撃する戦法で圧倒するも「マジカルリーフ」で「あまいかおり」をさえぎられた直後、くさタイプにテラスタルしたニャローテの「マジカルリーフ」でダメージを受ける。しかし、最後はむしタイプにテラスタルしたことで形勢を逆転させ威力の上がった「れんぞくぎり」で勝利（基礎テストは合格）。使用技は「あまえる」「あまいかおり」「きりさく」「れんぞくぎり」。声優はモリー役の真堂圭。

## リングマ
| 分類: とうみんポケモン     | タイプ: ノーマル           | 高さ: 1.8m       | 重さ: 125.8kg    |
| 特性: こんじょう/ はやあし | かくれ特性: きんちょうかん | 進化前: ヒメグマ | 進化後: ガチグマ |

ヒメグマの進化形。茶色の毛並みで大柄のクマのような姿をしたポケモン。愛らしい姿だったヒメグマから一転、凶暴でいかつい顔つきへと変化した。また、胸部にはリング状の模様が入っている。大きな体格の持ち主で、木の実を採るために大木をへし折るほどの腕力を持つが、木登りが得意で木の上で食事や休眠を取る。一方で木の上で木の実を探す内にオコリザルと鉢合わせて一悶着する事も有る。餌を求めて森の中の縄張りを歩き回り、気に入った実の採れる木には爪で傷跡をつける習性がある。「とうみんポケモン」の分類通り冬は洞窟で冬眠する。どんな臭いも嗅ぎ分ける嗅覚を持ち、地面深くに埋まっている食べ物も残らずに探しだす。不敵な面構えだが大好きな蜜を舐めるときは嬉しくなり口元が緩みきってしまう。♀は肩の体毛が♂より長い。なお、ヒスイ地方に住む個体はガチグマに進化する。アカツキのガチグマとは無関係。
『スカーレット・バイオレット』ではジムリーダーのカエデが再戦時にヒメグマを進化する形でメスの個体をエースポケモンとして使用し、テラスタルでむしタイプに変える。
TVアニメ版では第156（金銀第39）話に初登場（声優は平野俊隆、田中完、三宅健太）。この群れは繁殖期のため、「はかいこうせん」で外敵を追い払おうと凶暴化しており、サトシ達やロケット団を危機に陥れた。以降もシリーズ全体で何度も登場し、野生の場合はスピアーの群れと同じように、サトシ達やロケット団を追い掛け回すことが多く、ギャラドスと共に凶暴なポケモンとして認識されているが、縄張りに侵入されるなどそれなりの理由があり、人間に敵意を抱かない穏やかな個体が登場することもある。『ダイヤモンド&パール』（以下DP）ではシンジの手持ちとして登場（声優は石塚運昇）。シンジの評価は「まあまあ」だったが、評価に反して多くのバトルで活躍した強者である。
第8シリーズではカエデのヒメグマの「クマちゃん」が進化した姿で98話から登場し、リコのテラパゴスの「パゴゴ」とバトル。強烈なパワーでパゴゴを圧倒し、むしテラスタルの「れんぞくぎり」で追いつめるも「テラクラスター」で返されそのまま攻撃を食らい敗北に終わる。使用技は「10まんばりき」「アームハンマー」「れんぞくぎり」。声優は八代拓。
ゲーム『ポケットモンスター 金・銀』ではリングマ系は『銀』のみ、ドンファン系は『金』にしか野生で現れないが、海外のものでは出現する限定ソフトが双方差し替えられている。なお、リメイクの『ハートゴールド・ソウルシルバー』では日本版・海外版ともに（日本・韓国の『金・銀』に従って）修正されるようになった。
ポケモンセンターサッポロのリニューアルオープン記念として、木彫りの熊に似せた木彫りの置物が受注予約生産にて商品化された。本来の木彫りのヒグマが鮭をくわえているのに対し、こちらは「跳ねたコイキングが、四つん這いのリングマのアゴにぶつかる瞬間」を象っている。
LEGENDSアルセウスではガチグマに進化する事が判明した。

## マグマッグ
| 分類: ようがんポケモン               | タイプ: ほのお             | 高さ: 0.7m   | 重さ: 35.0kg       |
| 特性: ほのおのからだ/ マグマのよろい | かくれ特性: くだけるよろい | 進化前: なし | 進化後: マグカルゴ |

ナメクジのようなポケモンで、流動するマグマの身体を持つ。体は動きを止めると冷えて固まって徐々に小さくなって動けなくなるため常に動き回り、多くの者は火山地帯に生息し、マグマのそばで睡眠を取っている。マグマに浸かると元に戻る。太古の昔では火山が活発だったため、今よりたくさんのマグマッグがいたらしい。また、身体がマグマであるため炎やマグマの上ならどこでも移動ができ、滝状になっているマグマも登ることができる。
TVアニメ版ではジョウトリーグでサトシの1回戦の相手であるモエの手持ちポケモンとして登場。ワニノコやゴマゾウと戦ったが、ゴマゾウの「じしん」と「とっしん」の連続攻撃で倒された。試合後にマグカルゴに進化した。第8シリーズ（『リコとロイの旅シリーズ』）ではライジングボルテッカーズの飛行船である「ブレイブアサギ号」にいるポケモンとして釜に入り加熱を担当している。声優はエクスプローラーズのメンバーであるジル役の田邊幸輔。
WEBアニメPOKETOON「ぽかぽかマグマッグハウス」にてアンナ（声 - 三浦千幸）の祖父のポケモンとして登場。暖房や厨房で加熱するのが仕事。恥ずかしがり屋で最初はアンナに関わろうとしなかったが、徐々に心を開いていくようになる。声優は古島清孝。

## マグカルゴ
| 分類: ようがんポケモン               | タイプ: ほのお/ いわ       | 高さ: 0.8m         | 重さ: 55.0kg |
| 特性: ほのおのからだ/ マグマのよろい | かくれ特性: くだけるよろい | 進化前: マグマッグ | 進化後: なし |

マグマッグの進化形。カタツムリのような姿であるが、殻のように見える物体は背中のマグマが冷え固まった岩であり、その岩からまれに炎が噴き出す。体温は10000℃であり、太陽の表面温度より130-160%も熱いものである。マグマッグと同様に、冷えて体が崩れて小さくなっても、マグマの中に入れば元の大きさに戻る。殻はマグマが冷えて固まって出来た物で、ここに炎エネルギーを蓄えているが、あまり頑丈ではなく、少し触っただけで崩れてしまう。大量発生した野生の個体が現れるのは火山が噴火する前触れという伝承がある。火山の火口付近に生息する。
TVアニメ版では、『アドバンスジェネレーション』にてフエンタウンジムリーダーのアスナが使うポケモンとして登場。

## ウリムー
| 分類: いのぶたポケモン     | タイプ: こおり/ じめん   | 高さ: 0.4m   | 重さ: 6.5kg      |
| 特性: どんかん/ ゆきがくれ | かくれ特性: あついしぼう | 進化前: なし | 進化後: イノムー |

ウリ坊（イノシシの幼年期）に似た姿をしたポケモン。においに敏感で、いいにおいに反応してその方向に走り出してしまう習性を持つ。枯れ草の下に生えたキノコが好物であり、それらの餌を探すために地面に鼻をこすりつけ、匂いを嗅ぎながら穴を掘る。その過程でたまに温泉を掘り当てることがある。
TVアニメ版では第189（金銀72）話にてミキオ（声 - 郷里大輔）のポケモンとして初登場。『ダイヤモンド&パール』では第63話にてヒカリの幼馴染であるユモミの手持ちとして登場し、後にヒカリも第84話にて食いしん坊のウリムーをゲットした（そちらの声は犬山イヌコが担当）。2019年版『ポケットモンスター』では出番は無いが14話でカラバリが色違い(水色)をゲットしている。

## イノムー
| 分類: いのししポケモン     | タイプ: こおり/ じめん   | 高さ: 1.1m       | 重さ: 55.8kg     |
| 特性: どんかん/ ゆきがくれ | かくれ特性: あついしぼう | 進化前: ウリムー | 進化後: マンムー |

ウリムーの進化形。気温の低い洞窟を住処とする。イノシシがモデルではあるが、その面影は体色・牙・鼻の形状に見られるのみであり、極めて短い足と縦長な胴体、それと同程度の高さを持つ頭部という極めて特徴的な形状を成す。なお、牙は♂の方が長い。耐寒のため全身に長い体毛が密生し、その結果両目が体毛に隠れ前が見えない。目と同様に足も体毛に隠れているが、爪が発達しており、この爪のおかげで氷上を転ぶことなく歩ける。
『金・銀・クリスタル』ではジムリーダー・ヤナギが、『ファイアレッド・リーフグリーン』では四天王・カンナ（ネットワークマシン完成後）が使用している。『ダイヤモンド・パール』からは「げんしのちから」を覚えた状態でレベルアップすると、マンムーに進化するようになった。
TVアニメ版ではチョウジタウンジムリーダーのヤナギのポケモンとして登場。重症のヤナギを助けるために薬草を探しに行き、崖から転落し氷づけになり、ヤナギが心を閉ざす原因となるも、ヤナギと再会を果たし誤解を解いた。サトシとのジム戦ではヒノアラシを倒し、ピカチュウと互角に戦うも、ヤナギがTKO負けを宣言。これは互いの体力の限界を感じてこれ以上のバトルは無理と判断したからであった。『ダイヤモンド&パール』では第104話でヒカリのウリムーがイノムーに進化しているが、進化後は指示を聞かなくなる（ただし、マンムーに進化した後は指示を聞く）。声優は進化前と同様に犬山イヌコ。

## サニーゴ
| 分類: さんごポケモン           | タイプ: みず/ いわ         | 高さ: 0.6m   | 重さ: 5.0kg        |
| 特性: しぜんかいふく/ はりきり | かくれ特性: さいせいりょく | 進化前: なし | 進化後: サニゴーン |

サンゴのようなポケモン。角の成長が悪くなるなどの理由から、汚染された海域では生息できない。サニーゴが複数集まって珊瑚礁を形成することがありその珊瑚礁の上に住む人々もいるという。角は折れてもまたすぐ生える。アローラ地方には天敵のヒドイデがいるせいか、頭の枝が短いサニーゴが多い。ガラル近郊は気候のせいか原種は生息していないが、太古のサニーゴもこの姿だった様子。太陽の光を浴びて体を発光させる。
アローラ地方では、砂浜などに折れ落ちた角を拾い集め、それを加工して装飾品を作る人が多い。また、ヒドイデなどに襲われた際は頭の枝を自ら折ることで囮にして逃げる。
TVアニメ版ではカスミのポケモンとして登場。声優はサトシのピカチュウ役の大谷育江。
スマートフォン用アプリ「Pokémon GO」では地域限定ポケモンとして設定されており、日本では奄美諸島・沖縄県・小笠原諸島でのみ入手が可能。
温暖な海域に生息しており、特にホウエン・アローラ地方ではお馴染みのポケモン。大昔のガラル地方にも生息していたが、環境が急激に変化したことにより死滅してしまった。
ガラルのすがた
タイプ：ゴースト、重さ0.5kg、特性：くだけるよろい/のろわれボディ（隠れ特性）。ガラル地方でのサニーゴの姿。体色が白くなっており、サンゴの枝の部分が透けている。ガラルの急激な環境の変化（寒冷化）に伴い死滅した太古のサニーゴの残留思念。 霊体の枝を伸ばし、そこから生気を吸いとる。サニゴーンに進化する。

## テッポウオ
| 分類: ふんしゃポケモン     | タイプ: みず         | 高さ: 0.6m   | 重さ: 12.0kg     |
| 特性: はりきり/ スナイパー | かくれ特性: ムラっけ | 進化前: なし | 進化後: オクタン |

魚ポケモンの一種。モデルはテッポウウオ。角がフロントサイト、尾びれがグリップ、背びれがハンマー、尻びれがトリガー、体の模様がシリンダーに似た位置や形状をしており、どことなく回転式拳銃のようなスタイルをしている。飲んだ水と発達した腹筋を使い、口から高圧水流を噴く。その狙いは正確で、100m先の標的にも必ず命中する。この能力を使い、空中の獲物や樹上のミノムッチを撃ち落として捕食する。水を噴く時の反作用を使い、瞬時に後退することも可能。背びれが変化した吸盤を持ち、マンタインにくっついて食べ残しをもらって過ごす、コバンザメのような生活を送るものもいるという。マンタインが敵に襲われた時は協力して反撃する。
『ダイヤモンド・パール』からは、このポケモンが手持ちにいることが、タマンタがマンタインに進化する条件となっている（進化してもテッポウオがいなくなることはない）。
TVアニメ版では第216（金銀99）話にてハチロウ（声 - 佐藤ゆうこ）の手持ちポケモンとして登場。

## オクタン
| 分類: ふんしゃポケモン       | タイプ: みず         | 高さ: 0.9m         | 重さ: 28.5kg |
| 特性: きゅうばん/ スナイパー | かくれ特性: ムラっけ | 進化前: テッポウオ | 進化後: なし |

テッポウオの進化形。なぜか鉄砲魚からタコのような姿に変わる。あまりの変化ぶりから長くテッポウオの進化形であると信じられておらず、今からおよそ100年前（『LEGENDS アルセウス』の時代）にようやく判明した。吸盤をもつ脚が体の前方に2本、後方に6本存在する。♂の方が吸盤が大きい。本来墨の発射口である場所が口となっている。頭は非常に固く、相手を気絶させるほどの石頭である。肉食性であり、この脚で獲物を捕らえるが、返り討ちに遭うと墨を吐き煙幕を張って逃亡する。この墨は相手の嗅覚を鈍らせる成分が含まれている他、独特のコクを持つため料理にも使われる。岩穴などの穴に潜り込む性質を持ち、他のオクタンの巣穴を奪い、そこで眠る。同じくタコがモチーフのオトスパスがいるが、こちらはみずタイプではない。
墨を発射し相手の命中率を下げる「オクタンほう」をレベルアップで覚える唯一のポケモンである。他にも「サイケこうせん」「タネマシンガン」などの射撃系の技を多く覚える。『ダイヤモンド・パール』ではナギサシティジムリーダー・デンジが使用し、でんきタイプの技「チャージビーム」を使ってくる。
名前の由来は「オクトパス（英語でタコ）」＋「タンク（戦車）」。没デザインではヘルメットを被った戦車のような外見であり、よりタンクらしい外見だった。
TVアニメ版では第216話にてハチロウのテッポウオが、カスミのサニーゴとのバトル後に進化した。『アドバンスジェネレーション』ではハーリーのポケモンとして登場。
『ポケモン☆サンデー』ではゴルゴ所長がオクタンを愛用しており、番組内コーナー「ポケモンゲームアリーナ」で様々な活躍を見せた。そのほか、ゴルゴ所長の銅像の口がオクタンの口に変更されたり、「ゴルゴ所長のオクタン」がポケモンセンターなどで配布されたりするなど、オクタンはゴルゴ所長を象徴するポケモンの一匹と位置付けられていた。

## デリバード
| 分類: はこびやポケモン | タイプ: こおり/ ひこう | 高さ: 0.9m   | 重さ: 16.0kg |
| 特性: はりきり/ やるき | かくれ特性: ふみん     | 進化前: なし | 進化後: なし |

赤と白で彩られたサンタクロースとペンギンを連想させる姿の鳥ポケモン。袋状の尾で餌を包み運ぶ。切り立った崖に巣を作り、雛のために1日中餌を運んでいる。登山者や遭難者に餌を分け与えることもある。これによってエベレストに登頂できた人もいるらしい。但し雑食である為、たまに変な物を渡される事もあり、虫ポケモンを渡された例まである程。飛べるが、片手で尾を持っているため、もう片方の手で踏ん張って飛んでいる。尾が一番大きい個体が群れのボスとなる。本来は寒冷地を好んでいるが、常夏の気候であるアローラ地方にも生息しており、アローラ地方のデリバードはある程度の暑さでも耐える事ができる模様。
第6世代までの唯一レベルアップで覚える技は「プレゼント」（第七世代では「ドリルくちばし」も習得）。この技は何かの箱（アニメでは虹色に光る球）を渡して相手にダメージを与えるか相手を回復させるかランダムで決まり、ダメージもランダム。
TVアニメ版ではオーキド博士が名前について「運ぶ（delivery）」に由来すると言及している。作中では第232（金銀115）話にてロケット団のスカウト用のポケモンとして初登場。檻の中に入り、通りすがりのトレーナーの興味を引いたうえで団員がモンスターボールに戻し、ロケット団に勧誘していた。しかし疲労がたまっていたため、その後はおもにロケット団の情報伝達及び債権回収の業務をになう。性格はやや陽気で戦闘力も高い。コジロウからは｢デリー｣というニックネームで呼ばれている。声優は小西克幸。『ピカチュウのふゆやすみ』ではサンタクロースの助手として登場、慌てん坊でプレゼントを落としたところをピカチュウたちに助けられた。声優は山口勝平。
『ポケモンスタジアム金銀』にて、ミニゲーム「はこんでデリバード」に登場。プレゼントの仕分けを行う。
2005年開催の『ポケパーク』では、「ポケモンだいすき郵便局」の郵便局長役に抜擢された。
スマートフォン用アプリ「Pokémon GO」では2017年12月22日より実装された。

## マンタイン
| 分類: カイトポケモン     | タイプ: みず/ ひこう     | 高さ: 2.1m       | 重さ: 220.0kg |
| 特性: すいすい/ ちょすい | かくれ特性: みずのベール | 進化前: タマンタ | 進化後: なし  |

タマンタの進化形（『ダイヤモンド・パール』以降）。マンタ（オニイトマキエイ）のような姿をしたポケモン。マンタよりも鰭が厚く、目も中央に寄っている。餌の食べ残しを狙って体にテッポウオがはりつくことがあるが、マンタイン自身はまったく気にしていないという。泳ぐスピードが増すと海面からジャンプすることがあり、目撃者によっては鳥ポケモンと見間違えることがある。
タマンタを手持ちにテッポウオがいる状態でレベルアップさせるとマンタインに進化する（テッポウオがいなくなることはない）。
公式イラストではテッポウオが張りついた姿で描かれ、初登場となる『金・銀』のグラフィックではテッポウオが張り付いているが、捕獲してもテッポウオは手に入らず、戦闘でもテッポウオは攻撃に加わらない。『ダイヤモンド・パール』以降はマンタインのグラフィックにテッポウオが描かれなくなった。『ウルトラサン・ウルトラムーン』ではライドポケモンとして登場する。常に特定のビーチに留まっており、背中に乗ってサーフィンをすることができる。ただし、ラプラスやサメハダーのように呼び出すことはできない。
TVアニメ版では第215（金銀98）話に野生ポケモンとして初登場。第256（金銀139）話ではリュウグウジムのジムリーダー・リュウジのポケモンとして登場し、カスミのサニーゴとバトルした。また、タケシの母親であるミズホもこのポケモンを所持している。

## エアームド
| 分類: よろいどりポケモン     | タイプ: はがね/ ひこう     | 高さ: 1.7m   | 重さ: 50.5kg |
| 特性: がんじょう/ するどいめ | かくれ特性: くだけるよろい | 進化前: なし | 進化後: なし |

全身が固い鎧で覆われた鳥型ポケモン。骨の中身は空洞なので体が軽く、時速300kmの速さで空中を飛ぶ。左右の翼は刀の切れ味を持つ。羽は1年毎に生え替わり、昔は抜け落ちた羽根が刀、包丁、ナイフなどの材料とされ、今でも羽根から加工された包丁を愛用する調理人が多い。時には紋章の図案になる事もある。断崖に棘だらけの蔓で巣を作り、孵化した雛は棘で傷付きながらも硬い羽を生やす。下顎に歯がある。鎧は錆びやすいので、雨が降っている間は洞窟などで大人しく過ごす。ガラル地方ではアーマーガアと激しい空中戦を繰り広げる。
ゲーム本編では『ルビー・サファイア』『オメガルビー・アルファサファイア』でヒワマキシティジムリーダーのナギとチャンピオンのダイゴ、『ブラック2・ホワイト2』でフキヨセシティジムリーダーのフウロ、『サン・ムーン』でホクラニ天文台所長のマーレインと四天王のカヒリが使用する。「スカーレット・バイオレット」ではブルベリーグ四天王のネリネが使用する。
アプリゲーム『ポケモンマスターズEX』ではケイト（声 - 岡田恵）がメスの個体を使用する。
TVアニメ版では第153話（金銀編第26話）にてミキ（声 - 榎本温子）という女性が使うポケモンとして登場し、炎タイプをもつトレーナーを幾度も退け、タケシのロコンもあっさり倒した。背中の炎が出るのが遅いサトシのヒノアラシも追い詰めるが、ロケット団のせいでバトルは中断。再戦では弱点を克服したヒノアラシと互角に戦い敗れた。
また、『アドバンスジェネレーション』では通常サイズよりも大きい個体がジムリーダーのナギの手持ちとして登場（ジム戦では使用せず）。
『ダイヤモンド&パール』ではジュンのポケモンとして登場し、「まきびし」をした後にシンジのブーバーンにあっさり敗れるが、シンジのポケモンに交代でダメージを与えることに成功した。攻撃技だけを覚えているジュンのポケモンでは唯一補助技を覚えている。
テレビアニメ第8シリーズ（『リコとロイの旅シリーズ』）ではエクスプローラーズのメンバーであジル（声 - 田邊幸輔）とコニア（声 - 志田有彩）ポケモンとして第2話から登場。主にライド用として活躍する。

## デルビル
| 分類: ダークポケモン     | タイプ: あく/ ほのお       | 高さ: 0.6m   | 重さ: 10.8kg     |
| 特性: はやおき/ もらいび | かくれ特性: きんちょうかん | 進化前: なし | 進化後: ヘルガー |

頭部に髑髏のような模様がある、タスマニアデビルのようなポケモン。コンビネーションに優れ、いくつかの微妙に違う鳴き声を使い分けて、他の仲間とともに獲物を追い詰める。
悪役であるロケット団に好んで使われるポケモン。『プラチナ』においても悪役のギンガ団がよく使用するポケモンの一体である。
TVアニメ版では第151（金銀34）話に野生ポケモンとして初登場。多数のデルビルが、ボス（声 - 小西克幸）の指揮の下、怪我を負って動けなくなった仲間のためにサトシ達やロケット団から食糧を奪ったりした。ロケット団のヤマトも手持ちとして使用している。

## ヘルガー
| 分類: ダークポケモン     | タイプ: あく/ ほのお       | 高さ: 1.4m       | 重さ: 35.0kg |
| 特性: はやおき/ もらいび | かくれ特性: きんちょうかん | 進化前: デルビル | 進化後: なし |

デルビルの進化形。後方へ湾曲した長い角も1対生え、より細身になり悪魔的なイメージが強くなっている。♀は角が小さめ。ドーベルマンのような体つきをしている。体内の毒素を燃やし、荒ぶるときに口から炎を吐き出すので危険。その炎は、火傷を負った場合傷口がいつまでも疼くほど。また、不気味な遠吠えは地獄から死神を呼ぶものだとして恐れられており、その遠吠えを聞いたポケモンは逃げ出す。
『X・Y』以降は「メガヘルガー」へとメガシンカを遂げる。
メガヘルガー
角や骨の装飾が大型化し、より細身のスタイルになった。爪が赤くなるほどの高熱を放つが、ヘルガー自身がその高熱に苦しんでいるとも言われている。特性は「サンパワー」に変化。
『金・銀』では四天王の1人、カリンが切り札として使用する。『ハートゴールド・ソウルシルバー』でも旧作に続きカリンが使用するほか、ロケット団幹部・アポロと強化後のグレンジムリーダー・カツラの手持ちに加えられている。そのほか『プラチナ』ではギンガ団ボスのアカギと四天王のオーバ、『ブラック2・ホワイト2』ではチャレンジモードにおいて四天王ギーマが、『X・Y』ではフレア団の科学者モミジが使用する。
『スカーレット・バイオレット』では冒頭で主人公やコライドン/ミライドンを襲うデルビルの群れのボスとして登場。また、このヘルガーはレベル40であるため、バトルどころかゲットすらできない。なお、ストーリーをある程度まで進めることでゲットが可能になる。トレーナーではアカデミー校長のクラベルがホゲータ・クワッスを選んだ場合に使用する他、スター団のメロコが再戦時に使用する。
TVアニメ版では第181（金銀64）話に登場した。とある牧場の老人のポケモンとして多数のメリープと一緒に飼われている。トゲピーと仲良くなったが、最後は心を鬼にしてトゲピーにカスミの元に戻るよう論した。ハヅキのポケモンとしても登場しており、ジョウトリーグでサトシと対戦。カビゴンの「はかいこうせん」を「カウンター」で返して勝利するが、相性で有利なはずのベイリーフに「つるのムチ」で口を塞がれそのまま渾身の「のしかかり」を食らい敗れる。声優は坂口候一。また、『アドバンスジェネレーション』の第2話でもマグマ団のポケモンとして登場している。これ以外にも悪役ポケモンとして登場することが多い。
第7シリーズの72話ではキタカミの里の天狗山を縄張りに住む群れの個体として登場。フリードのリザードンの「かえんほうしゃ」を受けていることから特性は「もらいび」でない模様。声優は光部樹。
劇場アニメ『みんなの物語』ではポケモンハンターの手持ちポケモンとして登場。声は小松昌平。

## キングドラ
| 分類: ドラゴンポケモン     | タイプ: みず/ ドラゴン | 高さ: 1.8m       | 重さ: 152.0kg |
| 特性: すいすい/ スナイパー | かくれ特性: しめりけ   | 進化前: シードラ | 進化後: なし  |

シードラの進化形。タツノオトシゴのような姿をしている点は進化前と同じだが、シードラに存在した全身のトゲは紐状のヒレに再度変化し、それに伴って特性もタッツー時代のものに戻っている。ドラゴンタイプのポケモンらしく、あくびでうずしおを発生させてしまう強大な能力を秘める。普段は力を蓄えるために他の生物が棲まない深海の海底洞窟で眠っている。台風が接近すると目を覚まし、獲物を探しにうろつく。カイリューに出くわすと激しい争いを繰り広げる。
『金・銀・クリスタル』・『ハートゴールド・ソウルシルバー』ではフスベシティのジムリーダー・イブキが、『ファイアレッド・リーフグリーン』では四天王のワタルが（ネットワークマシン完成後）、『エメラルド』ではルネシティのジムリーダー・アダン（切り札）と四天王のゲンジが使用する。
TVアニメ版では第217（金銀100）話のうずまきカップでサトシの1回戦の相手である、ツリオのポケモンとして登場。ワニノコに翻弄され何もできないまま敗れた。またゲーム同様、フスベシティジムのジムリーダー・イブキも使用。ピカチュウやヨルノズクが全く歯が立たない強者であるが、ロケット団が「りゅうのキバ」を盗みだしバトルは中断。後日行われた再戦ではカビゴンの持久戦で疲労した隙に「れいとうパンチ」で敗れた。
「あまごい」と特性「すいすい」のコンボが強力であり、公式にも紹介されている。
スマートフォン用アプリ「Pokémon GO」ではシードラに進化アイテム「りゅうのうろこ」を使って進化させるとキングドラになる。

## ゴマゾウ
| 分類: ながはなポケモン | タイプ: じめん         | 高さ: 0.5m   | 重さ: 33.5kg       |
| 特性: ものひろい       | かくれ特性: すながくれ | 進化前: なし | 進化後: ドンファン |

ドンファンの進化前であり、水色の体色を持つ子供のゾウのような姿をしている。とても小さい体だが、大人を軽々と背中に乗せて歩いてしまう程パワーが強い。愛情表現で鼻をぶつけてくる事があり、下手をすると大人でも吹き飛んでしまうほどで、特に振り回す鼻にぶつかると腕の骨を折ってしまう。暑い日は大きな耳で団扇のように自分を扇ぐ。川のほとりに生息し、よく水遊びをする。泥遊びをした後は仲間と集まって水を掛け合って泥を落とし、水辺で体を乾かす。
TVアニメ版ではサトシのポケモンとして登場。サトシがジョウト地方で手に入れたタマゴから還った。AG編にて一度離脱したが、バトルフロンティア編で「またサトシと旅をしたい」という願望から再び手持ちに加わり、ドンファンに進化する。

## ドンファン
| 分類: よろいポケモン | タイプ: じめん         | 高さ: 1.1m       | 重さ: 120.0kg |
| 特性: がんじょう     | かくれ特性: すながくれ | 進化前: ゴマゾウ | 進化後: なし  |

ゴマゾウの進化形で、ゾウとアルマジロを組み合わせたようなポケモン。実際のゾウとは異なり、陸生ポケモンの中で最大ではない。後に同じくゾウがモデルのダイオウドウが登場しており、こちらは実在のゾウと同じ大きさ。背部から鼻にかけておよび耳の皮膚が岩のように硬質化して装甲状になっており、タイヤのように体を丸めて回転しながら突進する。その突進は民家も粉砕するパワーだが、なかなか自力で止まれないという欠点もある。突進せずともダンプカーを軽々引っ張るほどの怪力を持ち、トレーナーの捕獲したドンファンが土砂崩れをどかす仕事を手伝うこともある。一対の牙が長く伸び、時間をかけて牙が長く大きくなったドンファンほど、群れの中でランクが高くなる。♀の牙の長さは、♂に比べて短い。
図鑑の説明通り「まるくなる」→「ころがる」が得意である。また、氷タイプの先制技「こおりのつぶて」を唯一タイプ不一致でタマゴ技で習得可能。
パルデア地方では古代から転移されてきた「イダイナキバ」や、未来から転移されてきた「テツノワダチ」といった似た姿のポケモンが登場している。
トレーナーでは「スカーレット・バイオレット」で四天王のチリがメスの個体を使用する。
『金・銀』から登場したポケモンの中ではホウオウ、ヤドキング、デンリュウと共に最も初期に紹介されたポケモンの一種である。その関係から、『金・銀』発売前に公開された『ミュウツーの逆襲』にもゲスト出演している。
TVアニメ版初登場は第121（金銀4）話で、ヒイラギという女性のポケモンとして登場した。また、サトシのゴマゾウがドンファンに進化している。「ころがる」や「とっしん」のパワーが大幅に上がり、「はかいこうせん」といった強力な技を覚えるようになり、多くのバトルで活躍した。声優は三宅健太。ホウエンリーグではテツヤのポケモンとして登場、「すなあらし」で視界を奪い「ころがる」でオオスバメにダメージを与えるも、オオスバメがドンファンの耳を両足で押さえ込んだことで「ころがる」を受け止められ、そのまま地面に叩きつけられ敗北する。

## ポリゴン2
| 分類: バーチャルポケモン     | タイプ: ノーマル       | 高さ: 0.6m       | 重さ: 32.5kg      |
| 特性: トレース/ ダウンロード | かくれ特性: アナライズ | 進化前: ポリゴン | 進化後: ポリゴンZ |

ポリゴンの進化形。宇宙空間での活動および惑星開発のためポリゴンをバージョンアップした。ポリゴンが与えられた命令を実行するだけだったのに対し、知能・学習能力・感情理解能力を組み込むことに成功しており、自ら動作や感情を学んで成長し、時折プログラムにない仕草さえ見せるという。その影響かポリゴン2同士でしか分からない謎の言語を扱うようになっている。進化前のポリゴンが角ばった姿だったのに対し、なめらかで曲線的な姿をしており、体長・体重ともポリゴンより小さくなっている。呼吸をしていないため、宇宙のような真空状態でも活動できる。しかしまだ飛行能力は備えていないらしく、無重力ではうまく身動きを取る事が出来ないらしい。その為、本格的な宇宙活動は夢物語になってしまっている。
ポリゴンにアイテム「アップグレード」を持たせて通信交換することで進化する。スマートフォン用アプリ「Pokémon GO」でも、ポリゴンをポリゴン2に進化させるためにはアイテム「アップグレード」が必要である。
『ダイヤモンド・パール』からは新たに進化形のポリゴンZが登場した。「あやしいパッチ」を持たせて通信交換することで進化する。
『大乱闘スマッシュブラザーズDX』ではモンスターボールから登場した瞬間に前方へ「たいあたり」を繰り出す。攻撃時間は短く間合いも狭いが、強力。
アニメ版では進化前のポリゴンおよび進化後のポリゴンZ共々「ポリゴンショック」が原因で未登場だが、番外編『ポケットモンスタークリスタル ライコウ雷の伝説』や『劇場版ポケットモンスター ベストウイッシュ キュレムVS聖剣士ケルディオ』で一瞬だけ登場している。

## オドシシ
| 分類: おおツノポケモン   | タイプ: ノーマル       | 高さ: 1.4m   | 重さ: 71.2kg     |
| 特性: いかく/ おみとおし | かくれ特性: そうしょく | 進化前: なし | 進化後: アヤシシ |

トナカイのような姿をしたポケモン。角は楕円形に捻じ曲がり、真正面から見ると吊り上がった目のような形状となっている。角の付け根に黒い玉があり、この玉を磨り潰した粉末は安眠を助ける効果がある。基本色は茶色。腹・尾は白い。体のところどころに白い斑模様がある。曲がった角によって空気の流れを微妙に変え、幻覚を見せることもできる。角を凝視していると感覚が狂わされ、立ち上がれなくなるという。また、この角はその形の美しさから美術品として高額で取引されるため、過去には乱獲されて絶滅寸前まで追い込まれたこともあった。
かつては外敵の多い過酷な環境で暮らしていた事で現在よりもサイコパワーが強かった事から進化する事が出来、実際に『LEGENDS アルセウス』ではアヤシシに進化する。
TVアニメ版では第126（金銀9）話に登場。群れからはぐれてしまい一匹だけになった子供のオドシシが、おびえて大量のオドシシの幻を作り出した。『ダイヤモンド&パール』の第6話でも群れがサトシに幻覚を見せている。一匹がシンジにゲットされるが、すぐに逃がされた。また、クリスマスのエピソードではサンタクロースのソリを引っ張るトナカイの役割として登場することが多い。

## ドーブル
| 分類: えかきポケモン           | タイプ: ノーマル     | 高さ: 1.2m   | 重さ: 58.0kg |
| 特性: マイペース/ テクニシャン | かくれ特性: ムラっけ | 進化前: なし | 進化後: なし |

ベレー帽を被ったような形状の頭部をした、二足歩行の白い犬のような姿をしたポケモン。長い筆状の尾から有色で粘性のある液体を分泌し、これで木や壁に模様を描き自らの縄張りをアピールする習性を持つ。この液体の色は赤、青、緑、橙など様々なものがあるが、ドーブルごとに異なっており、感情によって色合いが変化する。描く模様は5000種類以上発見されており、模様によってはマニアに高値で取引されている。背中に足跡のマークを持つが、これは成人のしるしとして仲間につけてもらう物である。縄張りを示すマークを描き散らすのでドーブルの多い街は落書きだらけとなっている。
「わざマシン」を使用できず、レベルアップで覚えられる技は相手が最後に使用した技をコピーし、自分の技とする「スケッチ」のみだが、この「スケッチ」を利用することでほぼ全ての技を覚えられる。
上記のようにドーブルは「スケッチ」でほぼ全ての技を覚えられるが、『ポケモンスタジアム金銀』では「バトンタッチ」など一部の技を覚えたドーブルを使用するとデータ改造と認識されるというバグがあった。
2007年の全国大会中学生以上の部で優勝した大阪代表のプレイヤーがレベル1のドーブルを使用していた。
スマートフォン用アプリ「Pokémon GO」では2019年2月26日から実装された。「GOスナップショット」機能で手持ちのポケモンのAR写真を撮影していると写真に紛れ込む「フォトボム」によって1日1回だけ出現する。

## バルキー
| 分類: けんかポケモン             | タイプ: かくとう   | 高さ: 0.7m   | 重さ: 21.0kg     |
| 特性: こんじょう/ ふくつのこころ | かくれ特性: やるき | 進化前: なし | 進化後: 本文参照 |

「けんかポケモン」の分類の通り、喧嘩好きな性格をしている。頭に3本の突起を持ち、手首と腹部には包帯のようなものを巻きつけている。格闘センスを磨くためにどんなに強い相手にも果敢に立ち向かっていき、何度負けてもあきらめない。毎日トレーニングせずにいるとストレスが溜まるため、バルキーを育てるトレーナーはスケジュール管理に工夫が必要とされている。様々な相手と戦ううちに自分に合った格闘スタイルを模索するひた向きな一面もある。
レベル20に到達した時「こうげき」と「ぼうぎょ」の値を比較して、「こうげき」が高ければサワムラー、「ぼうぎょ」が高ければエビワラー、均等ならばカポエラーにそれぞれ進化する。『金・銀・クリスタル』ではスリバチ山の奥にいる空手王のノブヒコとの勝負に勝つともらうことができる。ただし、ボックスに送ることは出来ないので、手持ちを一匹空けておく必要がある。
TVアニメ版では第234（金銀117）話にて登場。トレーナーに捨てられ、人間不信になって心を閉ざしていたが、タンバシティジムリーダー・シジマの一番弟子である空手王ノブヒコとファイティングの末に心を開き、連れていたマンキーとオコリザルと共に彼の手持ちに加わった。声優は石田彰。

## カポエラー
| 分類: さかだちポケモン     | タイプ: かくとう           | 高さ: 1.4m       | 重さ: 48.0kg |
| 特性: いかく/ テクニシャン | かくれ特性: ふくつのこころ | 進化前: バルキー | 進化後: なし |

笠を被ったような頭をしたポケモン。エビワラーやサワムラーと同様♂しか存在しない。頭の先端には角が1本あり、これを軸に逆立ちし、回転することが出来る。角は体毛と爪と同じ成分で出来ているため生涯伸び続けるという。実戦では回転しながらのキック攻撃が得意。この攻撃は華麗な踊りのように見えるものの、遠心力のパワーで、破壊力を10倍までサージさせるほど強烈にするため、その華麗な姿に見惚れていると、キック攻撃をお見舞いされるという。回転した方が早く移動でき、時にはそのまま地面に潜ってしまう事も。
♂のバルキーがレベル20に達した時、「こうげき」と「ぼうぎょ」の値が等しいとカポエラーに進化する。『金・銀』および『ハートゴールド・ソウルシルバー』では四天王・シバが先発として使用する。
TVアニメ版ではロケット団のコサブロウが使っている。声優は坂口候一が担当。

## ムチュール
| 分類: くちづけポケモン | タイプ: こおり/ エスパー   | 高さ: 0.4m   | 重さ: 6.0kg        |
| 特性: どんかん/ よちむ | かくれ特性: うるおいボディ | 進化前: なし | 進化後: ルージュラ |

ルージュラの進化前。♀しか存在しない。女児のような姿をしており、極めて敏感な唇を持ち、はじめて見た物はとりあえず口付けをしてその感触を確かめる。歩く時は首を前後に動かす。また綺麗好きであり、転倒するとそそくさと湖へ急ぎ湖面で顔の汚れを確認するが、体の汚れはあまり気にしない。
TVアニメ版では第204（金銀87）話で初登場。サイドストーリーでの出演が多く、ブビィやヒメグマ、ウパーらと共にピチュー兄弟の友達として活躍している。
その可愛らしい容姿からポケモンシリーズとしては珍しく、ポケモンセンターではティーンズの女児やその母親向けのキャラクターブランド「ムチュール・クチュール」を出し、雑貨などを展開している。

## エレキッド
| 分類: でんきポケモン | タイプ: でんき     | 高さ: 0.6m   | 重さ: 23.5kg     |
| 特性: せいでんき     | かくれ特性: やるき | 進化前: なし | 進化後: エレブー |

エレブーの進化前。頭部に2極コンセントのプラグのような形状の角を持つ。体色は黄色く、胴周りには黒い二本のライン、腹部には雷のような模様を持つ。太い腕を回して充電するが、すぐ疲れるのであまり貯まらない。落雷時になると外で元気よくはしゃぐ。落ち込んだときは雷鳴の音を聴かせると喜ぶため、雷鳴を録音した音源を持っておくと重宝する。卵は黄色の地に墨で縞模様を殴り書きしたような模様。
『金・銀』バージョンから登場したキャラクターの中では、ドンファン・トゲピー・ホウオウ・ルギアなどと並び、比較的初期に登場が予告されたポケモンで、『金・銀』発売前に公開された短編映画『ピカチュウたんけんたい』にも登場した（声優は野沢雅子が担当）。
TVアニメ版では第262（金銀145）話に登場。サトシのヨーギラスと仲良しになる。
『アドバンスジェネレーション』第154話では、自身が棲む山に落ちた雷の影響で大暴れするエレキッドが登場した。
『ダイヤモンド&パール』ではシンジの手持ちポケモンとして登場。シンジに似て性格が悪かったが、進化する度に性格が徐々に丸くなる。声優は三宅健太。
テレビアニメ第8シリーズ（『リコとロイの旅シリーズ』）ではライジングボルテッカーズのメンバーでメカニック担当でもあるオリオ（声 - 佐倉綾音）のパートナーの一体として登場。こちらの声優はエクスプローラーズのメンバーでありリーダーでもあるアメジオ役の堀江瞬（第29話（『テラパゴスのかがやき』第4話）のエンディングクレジットで判明）。

## ブビィ
| 分類: ひだねポケモン | タイプ: ほのお     | 高さ: 0.7m   | 重さ: 21.4kg     |
| 特性: ほのおのからだ | かくれ特性: やるき | 進化前: なし | 進化後: ブーバー |

ブーバーの進化前。体型はほぼ人型に近く、真っ赤な体をしている。口はくちばしのように突き出している。瘤のように盛り上がった頭にはマグマの塊が詰まっているらしい。体内にはマグマのような生まれつき約600℃の体温を持ち、また同じ熱さの炎を吐ける。呼吸やくしゃみ、咳をする拍子に口や鼻から炎が噴き出す。口から噴き出す炎はブビィの体調を測るのにも役立ち、健康な状態では黄色い炎、疲労している場合は黒い煙の混じった炎となる。卵は赤い炎のような模様。
TVアニメ版では第263（金銀146）話に登場した少年、センイチ（声 - 佐藤ゆうこ）の手持ちポケモンとして登場。話の終盤にブーバーに進化した。
第8シリーズでは第29話にてモンスターボール職人のカーナ（声 - 藤田咲）のパートナーとして登場。炎でお茶を沸かしたり、釜の過熱を上げる役目をしている。ライジングボルテッカーズ解散後はオリオのエレキッドとコンビを組んでいる。声優はライジングボルテッカーズのメンバーであり医療班でもあるモリーおよびリコのミブリム→テブリムおよびマードックのパートナーの一匹であるマホイップ（進化前のマホミルも同様）およびスピネルのパートナーの一匹であるブラッキー役の真堂圭（第99話のエンディングクレジットで判明）。

## ミルタンク
| 分類: ちちうしポケモン         | タイプ: ノーマル       | 高さ: 1.2m   | 重さ: 75.5kg |
| 特性: あついしぼう/ きもったま | かくれ特性: そうしょく | 進化前: なし | 進化後: なし |

乳牛のような姿をしたポケモン。家畜としても利用され、ミルタンクから採れる牛乳は栄養満点で、老若男女問わずおいしく飲める。しかし脂肪分も豊富なため、過剰に飲み過ぎるとミルタンクのような体型になってしまうと言われている。牧草の質や季節によって味が変わる。実に1日20リットルものミルクを出せるのだが、毎日搾らないと体調が悪くなってしまう。背中には俗に牛柄と呼ばれるホルスタインの体毛に似た模様がある。♀しか存在せず、このことからオーキド博士は「同様に♂しか存在しないケンタロスとミルタンクは同種ではないか」と推測している。
『金・銀・クリスタル』ではコガネジムのジムリーダー・アカネが切り札として使用してくる。他にも農場にいる弱ったミルタンクに木の実を与え、元気にするイベントもある。
ポケモンスタジアムシリーズでは接触攻撃を繰り出す時に必ず寝そべって使用する。
TVアニメ版ではゲーム同様、コガネシティジムのアカネが使用する。最初のジムバトルでは、サトシのヒノアラシ、ワニノコ、ピカチュウに連続して勝利した。再戦でもヒノアラシにはパワーを、ワニノコにはスピードを落とされながらも倒しているが、ピカチュウに敗れた。目付きの悪い個体も登場しており、尻尾を掴まれることを嫌う（知らずに尻尾を掴んだサトシを蹴飛ばした）。

## ハピナス
| 分類: しあわせポケモン             | タイプ: ノーマル           | 高さ: 1.5m       | 重さ: 46.8kg |
| 特性: しぜんかいふく/ てんのめぐみ | かくれ特性: いやしのこころ | 進化前: ラッキー | 進化後: なし |

ラッキーの進化形。ミルタンクに続き♀しか存在しない。ラッキー同様丸く桃色の体を持ち、腹部の袋に卵を入れている。この卵の中には幸福をもたらす栄養素が含まれていると言われ、口にした者は誰にでも優しくできる心を得る。病気のポケモンを看病したり、悲しんでいる者に卵を分けたりと、慈愛に溢れた性格を持つ。
ラッキーが十分に懐いた状態でレベルアップすることで進化し、全ポケモンの中でHPの数値が最も高い。
『Pokémon UNITE』では操作ポケモンとして登場。高い耐久力と回復技で味方をサポートする。ユナイトわざは「ハピハピアシスト」。
TVアニメ版ではラッキーと同じく、ポケモンセンターで、ジョーイのサポートをしているハピナスもいる。かつてムサシの親友だったラッキーが進化したものも登場した。Amazonprimevideo限定である新無印編の「神とよばれしアルセウス」ではタケシのラッキーも進化した姿として登場。ポケモンドクターになったタケシのアシスタントをしている。また、ピンプク時代の怪力も相変わらずでギンガ団のポケモンを圧倒するほどの実力。

## ライコウ
| 分類: いかずちポケモン | タイプ: でんき   | 高さ: 1.9m   | 重さ: 178.0kg |
| 特性: プレッシャー     | かくれ特性: なし | 進化前: なし | 進化後: なし  |

虎のような姿をしたジョウト地方の伝説のポケモンの1匹。背中の雨雲のような鬣で、いかなる状況においても自由に雷を呼び起こすことができる。雷が落ちた時の衝撃に匹敵するほどの唸り声を上げて、大地を疾走する。
エンジュシティでは、かつてカネの塔（現・焼けた塔）が落雷で焼け落ちた際に死亡したとされ、それを哀れんだホウオウによってエンテイ、スイクンと共に蘇生した（あるいは別のポケモンが死亡し、ホウオウによってこの3匹に転生した）という伝説が残されている。塔に落ちた雷の力が宿っていると言われており、この落雷が原因で塔で火災が発生してしまった。
『金・銀』では、「やけたとう」で遭遇したあとにジョウト地方各地の草むらを動き回る。『クリスタル』や『ハートゴールド・ソウルシルバー』でも同様だが、エンテイ・スイクンともども専用のグラフィックアイコンが設定されており、一目でライコウと分かるように描かれたり、エンカウント時のBGMが変わるなど若干の変更点がある。『ファイアレッド・リーフグリーン』では、最初にもらったポケモンがゼニガメの場合のみ、ネットワークマシン完成後にカントー地方の道路と水道を動き回る。『オメガルビー・アルファサファイア』では、手持ちにホウオウもしくはルギアを入れた状態でのみ行けるみかいのもりに毎時00分〜19分に出現する。『ウルトラサン』では「にちりんのさいだん」からウルトラワープライドで行ける「ウルトラスペースゼロ 平地の世界」に出現。『ソード・シールド』では有料追加コンテンツ（エキスパンション・パス）「冠の雪原」のマックスダイ巣穴を調査する『ダイマックスアドベンチャー』に出現。『ブリリアントダイヤモンド』では殿堂入り後に行けるハマナスパークに出現（ジョウトのせきばんが必要）。『スカーレット・バイオレット』ではおやつおやじからおやつを貰うと西1番エリアの大空のヌシ・オトシドリの居た山の池の付近の石の前に出現。
第8世代からは「ねっとう」を習得したことによりこれまで苦手としていたじめんタイプにも強く出せるようになった。
TVアニメ版では2001年末の特別番組『ポケットモンスタークリスタル ライコウ雷の伝説』のメインキャラクターとして登場。声優は小西克幸。AGではジムリーダー・テッセンが作ったメカ・ライコウとしても登場し、ピカチュウがこのメカを壊したことで帯電症状を起こした原因となった。
2010年公開の劇場版『幻影の覇者 ゾロアーク』にも登場（声優：小西克幸）。同作前売券の特典として色違いのライコウがエンテイ・スイクンと共に配布された。このライコウや他の2匹を『ブラック・ホワイト』に転送すると、「迷いの森」にて野生のゾロアークと戦闘できるイベントが発生する。
スマートフォン用アプリ「Pokémon GO」では2017年10月1日から10月31日までの期間限定でレイドボスとして登場し、レイドバトルに勝利してゲットチャレンジに成功した場合のみ入手が可能となっていた。
『大乱闘スマッシュブラザーズDX』ではモンスターボールから登場。「スパーク」によって周囲の地上にいる敵ファイターを攻撃する。

## エンテイ
| 分類: かざんポケモン | タイプ: ほのお   | 高さ: 2.1m   | 重さ: 198.0kg |
| 特性: プレッシャー   | かくれ特性: なし | 進化前: なし | 進化後: なし  |

唐獅子のような姿をしたジョウト地方の伝説のポケモンの1匹。全身は茶色の毛に覆われており、背中には噴煙を思わせるたてがみを持つ。また、体の各部に金属的な器官を持ち、特に口元のそれは形状と相まって口ひげのようにも見える。火山の噴火から誕生したと伝えられ、その体にはマグマのような情熱を宿している。力を抑えきれず、全てを焼き尽くすと言われる炎を噴き上げ、大地を駆け巡る。新しい火山が出来ると、新たなエンテイも生まれると言われている。
エンジュシティでは、かつてカネの塔（現・焼けた塔）が落雷で焼け落ちた際に死亡したとされ、それを哀れんだホウオウによってライコウ、スイクンと共に蘇生した（あるいは別のポケモンが死亡し、ホウオウによってこの3匹に転生した）という伝説が残されている。塔を焼いた炎の力が宿っていると言われており、塔の火災は手に追えないまま激しさを増し長期化してしまった。
『金・銀・クリスタル』、『ハートゴールド・ソウルシルバー』ではエンジュシティのやけたとうからスイクン、ライコウと共に逃亡し、各地の草むらを走り回る。『クリスタル』以降の作品では、これらのイベントで遭遇するときに限り専用のアイコンが表示され、フィールド上でもエンテイであると分かるように描かれ、エンカウント時の演出やBGMが専用のものになっている。『ファイアレッド・リーフグリーン』では最初にフシギダネを選択していた場合、ネットワークマシン完成後にカントー地方の道路を走り回る。『オメガルビー・アルファサファイア』では、手持ちにホウオウもしくはルギアを入れた状態でのみ行けるみかいのもりに毎時20分～39分に出現する。『ウルトラムーン』では「がちりんのさいだん」からウルトラワープライドで行ける「ウルトラスペースゼロ 平地の世界」に出現。『ウルトラサン・ウルトラムーン』ではかつてホウオウの専用技だった「せいなるほのお」を習得可能。『ソード・シールド』では有料追加コンテンツ(エキスパンション・パス)「冠の雪原」のマックスダイ巣穴を調査する『ダイマックスアドベンチャー』に出現。『ブリリアントダイヤモンド』では殿堂入り後に行けるハマナスパークに出現（ジョウトのせきばんが必要）。『スカーレット・バイオレット』ではおやつおやじからおやつを貰うと東3番エリアの東端の岬に出現。
『ポケモンレンジャー』では石像に封印されているが、ゴーゴー団の策に嵌められた主人公によって封印を解かれる。その力はライコウやスイクンを上回り、フィオレ地方全土を焼き尽くすほどの炎を操る。その力をゴーゴー団のボス・ラゴウの野望に利用され、ストーリー中一度だけ戦うライコウ・スイクンと異なり、ストーリー中二度戦う事になる。
TVアニメ版では第260（金銀143）話に登場。ロケット団との戦闘中のサトシ達の前に姿を現し、「かえんほうしゃ」の一撃でロケット団を吹っ飛ばした。ナオヤのムウマの「くろいまなざし」で行動不能になるが、ムウマの攻撃を全て無効にし「ほえる」で強制的にボールに戻し、どこかに去った。
テレビアニメ版では第8シリーズ（『リコとロイの旅シリーズ』）では第25話にてリコの祖母であるダイアナ（声 - 吉沢希梨）の台詞かルシアスのパートナーであり黒いレックウザとオリーヴァとガラルファイヤーに続く「六英雄」の一体としてラプラスとバサギリと共に登場する。75話の回想ではルシアスの仲間としてオリーヴァ、ガラルファイヤー、ラプラス、バサギリと共に登場。使用技は「じだんだ」。75話以降のオープニングでスイクン・ライコウと共に登場。78話で海底火山の噴火によってエンテイが現れ、リコ達と激闘を繰り広げる。バトルを終え、リコはエンテイに「パゴゴ(テラパゴス)の力になってほしい」と訴えるも共鳴反応が起こらず、他の六英雄も反応を示さず、この個体は六英雄と無関係だったことが判明（実際、六英雄はレックウザを除いて通常より巨体であり、リコ達が対峙した個体は通常と同じ大きさであった）。ライコウとスイクンと共に新たな島の誕生を見届けてこの個体が去った後、ブライアからの連絡でスカーレットブックに描かれた｢エリアゼロで目撃されたポケモンの再現図｣とエンテイらしき姿のポケモンがエリアゼロで確認された事が判明する。
劇場版では2000年公開の『結晶塔の帝王 ENTEI』で登場したが、このエンテイは本物ではなくアンノーンの力とミーの心によって生み出された幻の存在である。声優は特別ゲストの竹中直人。
2010年公開の劇場版『幻影の覇者 ゾロアーク』にも登場（声優：三宅健太）。同作前売券の特典として色違いのエンテイがライコウ・スイクンと共に配布された。このエンテイや他の2匹を『ブラック・ホワイト』に転送すると、「迷いの森」にて野生のゾロアークと戦闘できるイベントが発生する。さらに『キミにきめた!』にも登場した。
スマートフォン用アプリ「Pokémon GO」では2017年11月1日から11月30日までの期間限定でレイドボスとして登場し、レイドバトルに勝利してゲットチャレンジに成功した場合のみ入手が可能となっている。
『大乱闘スマッシュブラザーズシリーズ』では、第2作『大乱闘スマッシュブラザーズDX』以降モンスターボールから登場する。自身の真上に向けて「ほのおのうず」を放ち、周囲や上空の敵を巻き込む。

## スイクン
| 分類: オーロラポケモン | タイプ: みず     | 高さ: 2.0m   | 重さ: 187.0kg |
| 特性: プレッシャー     | かくれ特性: なし | 進化前: なし | 進化後: なし  |

ユキヒョウのような姿をしたジョウト地方の伝説のポケモン一匹。デザイナーの斎藤むねおいわく、モデルとなった動物は豹である。背中にはオーロラを思わせるたてがみが伸びる。額には水晶のような部位が存在し、体も水晶のような透明感のある水色をしている。「北風の化身」と言われ、どんなに汚れた水でも一瞬で清め、綺麗にすることができる。
エンジュシティでは、かつてカネの塔（現・焼けた塔）が落雷で焼け落ちた際に死亡したとされ、それを哀れんだホウオウによってライコウ、エンテイと共に蘇生した（あるいは別のポケモンが死亡し、ホウオウによってこの3匹に転生した）という伝説が残されている。塔に注いだ雨の力が宿っていると言われており、塔は長期間激しく燃え続けたが突然の大雨でようやく鎮火した。
『金・銀』ではライコウやエンテイと同じく、エンジュシティのやけたとうに行くと逃亡し、以降、ジョウト各地の草むらを徘徊する。『ファイアレッド・リーフグリーン』では最初に貰ったポケモンがヒトカゲだった場合、ネットワークマシン完成後にカントー地方の道路・水道を移動する。『オメガルビー・アルファサファイア』では、手持ちにホウオウもしくはルギアを入れた状態でのみ行けるみかいのもりに毎時40分～59分に出現する。『ウルトラサン・ウルトラムーン』では「にちりんのさいだん」（「がちりんのさいだん」）からウルトラワープライドで行ける「ウルトラスペースゼロ 水の世界」に出現。こちらは手持ちにライコウとエンテイを入れているという条件が必要。『ソード・シールド』では有料追加コンテンツ(エキスパンション・パス)「冠の雪原」のマックスダイ巣穴を調査する『ダイマックスアドベンチャー』に出現。『ブリリアントダイヤモンド』では殿堂入り後に行けるハマナスパークに出現（ジョウトのせきばんが必要）。『スカーレット・バイオレット』ではおやつおやじからおやつを貰うとオージャの湖の西の島に出現。
また、カイオーガと並んでタイプ不一致で一撃必殺技の「ぜったいれいど」を覚える数少ないポケモンであるが、命中不安定であるため期待度はそれほど高くない。
『金・銀』のマイナーチェンジ版である『クリスタル』ではパッケージを飾り、ミナキというスイクンを追う男性も登場。また、ライコウやエンテイと同様にグラフィックを一新、専用エフェクトや専用BGMが用意されるなど、特別な扱いを受けている。スズの塔に初めて入ると同時にライコウやエンテイが徘徊し始めるが、スイクンのみ徘徊せずそのまま戦闘となる。『金・銀』のリメイク版である『ハートゴールド・ソウルシルバー』にも『クリスタル』固有だったスイクン関係のイベントが収録されており、ライコウやエンテイとともにエンジュシティで登場し、冒険中にミナキと共に追って行く。
TVアニメ版では第118（金銀1）話にて、サトシ達がワカバタウンに向かう途中、シルエットの姿のスイクンと遭遇。はっきり姿を現したのは第228（金銀111）話で、ロケット団が鈴の塔から奪った4つの「とうめいのすず」のうちの1つを壊したことに怒ったポケモン達を静めるべく登場。声優は田中正彦。また、『ダイヤモンド&パール』第28話には、「スイクンの池」に棲むスイクンが登場している。声優は小西克幸。『ポケットモンスター（令和版）』では第53話から登場。ハンターに捕らわれかけたが、ゴウがゲットした。声優はうえだゆうじ。ゴウのポケモン#スイクンも参照。
劇場版では2001年公開の『セレビィ 時を超えた遭遇』に登場。ビシャスに操られたセレビィを救うべく、サトシ達に協力する。声優は田中正彦。2010年公開の劇場版『幻影の覇者 ゾロアーク』にも登場（声優：古島清孝）。同作前売券の特典として色違いのスイクンがライコウ・エンテイと共に配布された。このスイクンや他の2匹を『ブラック・ホワイト』に転送すると、「迷いの森」にて野生のゾロアークと戦闘できるイベントが発生する。また、『劇場版ポケットモンスター キミにきめた!』では、マコトがスイクンを目撃した。
スマートフォン用アプリ「Pokémon GO」では2017年9月1日から9月30日までの期間限定でレイドボスとして登場し、レイドバトルに勝利してゲットチャレンジに成功した場合のみ入手が可能となっていた。
『大乱闘スマッシュブラザーズシリーズ』では、第2作『大乱闘スマッシュブラザーズDX』以降モンスターボールから登場する。初登場の『DX』では周囲に「ふぶき」を巻き起こして敵を凍らせる。『大乱闘スマッシュブラザーズX』以降は正面へ「オーロラビーム」を放ち、当たった敵を凍らせる。

## ヨーギラス
| 分類: いわはだポケモン | タイプ: いわ/ じめん   | 高さ: 0.6m   | 重さ: 72.0kg       |
| 特性: こんじょう       | かくれ特性: すながくれ | 進化前: なし | 進化後: サナギラス |

緑色の岩肌を持った小さな怪獣のようなポケモン。身長に比べて、体重がかなり重い。その多くは地中深くで生まれ、エサである山の土を食べながら地表へと出てくる。山一つを平らげると、バンギラスに進化するために眠り始め、眠っている間にサナギラスとなる。卵は抹茶色の無地。
TVアニメ版ではタマゴから孵化した個体をサトシが一時的に保護している。手持ちには加えられないまま旅を続け、母親のバンギラスと再会し、サトシと別れる。声優は伊東みやこ。

## サナギラス
| 分類: だんがんポケモン | タイプ: いわ/ じめん | 高さ: 1.2m         | 重さ: 152.0kg      |
| 特性: だっぴ           | かくれ特性: なし     | 進化前: ヨーギラス | 進化後: バンギラス |

ヨーギラスの進化形。青いサナギのような姿をしたポケモンだがトランセルやマユルド等の他のサナギのポケモンと違いむしタイプを持っていない。そのため、みず・くさ・かくとうタイプの技には弱い。岩盤の様に硬くて丈夫な殻に身を包む。見た目や体重に反してなかなか機敏で、体内で圧縮したガスの反発力によって高速で移動し、突進の破壊力もまさに弾丸そのもの。そのためひとたび暴れると大きな山も崩れかかることも。ヨーギラスからバンギラスへ進化・成長するための一時的な状態で、その体躯はよく観察するとバンギラスと相似している部分があり、進化の過程をうかがわせる。体の下半分では既に足の一部が形成されている。正面4ヵ所の穴のうち下側の左右2対の大きな穴から眼を覗かせる。口や顎と思われる部位は外見上見当たらないが、タツベイからボーマンダへの進化・成長するための一時的な状態のポケモンコモルーと同じく「かみつく」や「かみくだく」を難なく使える。
TVアニメ版ではうずまき島でサトシのライバル・ヒロシの手持ちポケモンとして登場。ヒロシは「クルーズ」というニックネームを付けていた。自力で跳ねて移動することが可能である。また、『アドバンスジェネレーション』第6話にもポケモンハンター・リョウのポケモンとして登場、最終的にはバンギラスに進化した。

## バンギラス
| 分類: よろいポケモン | タイプ: いわ/ あく         | 高さ: 2.0m         | 重さ: 202.0kg |
| 特性: すなおこし     | かくれ特性: きんちょうかん | 進化前: サナギラス | 進化後: なし  |

サナギラスの進化形。鎧のように堅い緑色の体を持ち、直立した恐竜や巨大怪獣のような姿をしている。足と手に三本の爪があり、腹には青い模様がある。体には左右で対になるようにいくつかの黒い穴が空いている。これらの身体的特徴は進化前のサナギラスの顔を想起させるようなもので、さながらサナギラスから頭と四肢、尻尾が生えたような体躯をしている。非常に太太しく好戦的な性格をしているが、リザードンと同じく格下の弱い者には戦いを仕掛けない。片腕を動かしただけで地響きを起こしたり、自分の住処を作るために山を1つ粉砕したりするほどのパワーを持つため、特にバンギラスが暴れると大規模な土砂崩れが発生し、周辺の川の一部が埋まるため地図を書き換える必要性が出て来る。いつもは山を崩してでも戦う相手を求めて彷徨っている。山を丸ごと縄張りとし大切に守るボスゴドラとは、性質がほぼ逆である。また、ガラル地方では同じ生息地に住むジュラルドンとよく争っている。
進化するレベルが55と高いため、イベントなどの公式大会でレベル制限が設けられた場合、使用できないことがある。『ファイアレッド・リーフグリーン』では、強化されたポケモンリーグでチャンピオンのライバルが、サイドンの代わりに新たに使用。『ハートゴールド・ソウルシルバー』においても、グリーンが再戦時に使用（ギャラドスに代わる）。『プラチナ』では「しょうぶどころ」でのヒョウタが切り札として使用。彼曰く父トウガンのボスゴドラより強いらしい。『ブラック2・ホワイト2』では強化後の四天王ギーマがチャレンジモードにて使用する。「ソード・シールド」ではジムリーダーのマクワが使用する。
『ポケパークWii 〜ピカチュウの大冒険〜』ではミュウとの「ちからくらべ」にてミュウが「へんしん」で姿を変えた際にブーバーン・ガブリアスに続く第3の形態として登場し、同作における事実上のラストボスとなる。
第二世代まではカイリューと並んで最も高いこうげきを誇り、耐久力も高い部類であった。その高い能力値を買われて当時の対戦で広く使用されており、実際ニンテンドウカップ2000全国大会でも決勝進出者11人中3人が使用している。
TVアニメ版ではジョウト編終盤でサトシ達と行動を共にしたヨーギラスの母親として登場。声優は愛河里花子。『アドバンスジェネレーション』ではポケモンハンター・リョウのサナギラスが進化して登場、圧倒的なパワーでロケット団を追い詰め、アーボックとマタドガスが別れる原因を作ってしまった。そのほか、『ベストウイッシュ』第82話には「メカバンギラス」なるロボットが登場した。これは『ゴジラ対メカゴジラ』で偽ゴジラが初代メカゴジラとしての正体を現すシーンのオマージュであり、鳴き声はキングギドラ（平成版）のものが使用されていた。『XY&Z』ではサトシのライバル・アランの手持ちとして登場し、ピカチュウに敗北する。『サン&ムーン』では野生の個体が登場。サンドたちが住む洞窟に迷い込み、サンドたちを襲うもリーリエのシロンとリーダーのサンドの連携によって敗れる。声優は櫻井トオル。これ以外ではサトシ達の前に立ちはだかる凶暴な悪役として描かれることが多い。
劇場版では2001年公開の『セレビィ 時を超えた遭遇』に登場。元々は地元のハンターのポケモンであり、体はそれほど大きくなく大人しそうであったがロケット団最高幹部・ビシャスのダークボールにより二重捕獲されて巨大化、ビシャスのポケモンとしてサトシ達に襲いかかる。ダークボールが壊れたと思われるため、湖を泳ぎながらビシャスの元を去り、野生へ返った。
2018年公開の『みんなの物語』では街の祭事の一つ「ゲットレース」用に街中に解放されたポケモンのうちの1匹として登場。街の装飾が背中のトゲなどに引っ掛かり、ほどこうともがくが余計に絡まり暴れ始めてしまう。騒ぎを知ったサトシとピカチュウは暴れるバンギラスにしがみつき、必死になだめながら取り除くことで冷静さを取り戻し、収拾がついたところでサトシたちはレースに復帰する。
『X・Y』以降は「メガバンギラス」へとメガシンカを遂げる。
メガバンギラス
全身のトゲが大型化すると共に、腹部の装甲及び両目は赤く変色する。さらに胸部は、余剰エネルギーの漏出により目玉模様のように赤く発光している。
持ち物に「バンギラスナイト」を持たせることでメガシンカが可能となる。メガシンカ後の特性も引き続き「すなおこし」のままであり、砂嵐の継続ターンが切れた後にメガシンカすることで、天候を再度砂嵐に変える事が可能。能力は「HP」「とくこう」を除く全能力が上昇、特に「ぼうぎょ」が大きく上昇し、元から高かった「こうげき」に近い数値を獲得した。砂嵐による「とくぼう」上昇も健在であり、元から高かった能力値にさらに磨きがかかった性能を発揮する。

## ルギア
| 分類: せんすいポケモン | タイプ: エスパー/ ひこう   | 高さ: 5.2m   | 重さ: 216.0kg |
| 特性: プレッシャー     | かくれ特性: マルチスケイル | 進化前: なし | 進化後: なし  |

ホウオウと対をなすジョウト地方の伝説のポケモン。翼竜のような外見で、海中生活に適応したボディラインをもつ。全身が白い姿をしているが、ゲーム中では銀色の羽を持つと言われることが多い。荒海を鎮めたり、翼を軽く羽ばたかせただけで民家を吹き飛ばす程の強大な力を持っている。羽ばたくと嵐が40日続くとも言われ、その強すぎる力ゆえ、普段は海底の奥深くでひっそりと暮らしていると伝えられており、嵐の夜に海上で姿を目撃されている記録がある。過去に登場した野生のルギアにはどれも近辺の海に渦の描写がある。
現在はうずまき島に生息するが、エンジュシティにある「やけたとう」で羽を休めていたポケモンは塔が火災の際に飛び去ったのだとされ、それがルギアであったかのような表現もある。他方、タンバシティの人々の間では「うずまき島には海の神様がいる」という伝承が伝えられている。現在においてルギアを目撃した人々は「あれは一体何だったのだろう」というように話している。
ゲーム本編においては『金・銀・クリスタル』で初登場し、『銀』と『ソウルシルバー』ではパッケージを飾っている。
いずれのバージョンでも「うずまきじま」の最奥で1度だけ対戦できるが、レベルはそれぞれ異なる。リメイク版『ハートゴールド・ソウルシルバー』でも再び伝説のポケモンとして「うずまきじま」に登場し、捕獲に失敗しても殿堂入り後に復活するように変更された。『ソウルシルバー』ではエンディング前にイベントで必ず一度ルギアと会うようになった。なお、『金・銀』でのルギアの戦闘時の曲は通常の野生ポケモンと同じものだったが、本作ではルギアの登場イベントと戦闘時における専用のテーマ曲が新規に用意された。
専用技は「エアロブラスト」。凄まじい旋風で相手を攻撃する、急所に当たりやすいひこうタイプの技。
『金・銀』のタイトル画面では水中を泳いでいるが、みずタイプではなくエスパー・ひこうタイプとなっている。これについて森本茂樹は「当時の想像になってしまう」と前置きし、当時はエスパータイプが強いポケモンの象徴のような感じがあったため、エスパータイプにどのタイプをつけるかという話になったと推測した上で、グラフィック上で羽が生えており飛んでいるため、みずよりひこうの方がイメージに合ったのだろうとしている。
『ルビー・サファイア』『ファイアレッド・リーフグリーン』は旧作との互換性が無いため通常のプレイで入手できず、しばらくの間に幻のポケモンと同様に全国図鑑の完成条件には含まれないポケモン扱いとなる。この扱いは『ダイヤモンド・パール・プラチナ』にも継続（入手手段はGBA版から連れてくるのみ）だったが、『金・銀』のリメイク作『ハートゴールド・ソウルシルバー』で再び通常入手可能によって解消された。
『アルファサファイア』ではグラードン・カイオーガ戦闘後のシーキンセツ水中エリアに出現。『ウルトラムーン』では「がちりんのさいだん」からウルトラワープライドで行ける「ウルトラスペースゼロ 水の世界」に出現。『ソード・シールド』では有料追加コンテンツ(エキスパンション・パス)「冠の雪原」のマックスダイ巣穴を調査する『ダイマックスアドベンチャー』に出現。『シャイニングパール』では殿堂入り後に行けるハマナスパークに出現（あらしのせきばんが必要）。『スカーレット・バイオレット』ではおやつおやじからおやつを貰うと北パルデア海（北1番エリア沖の岩礁や小島が点在している場所）に出現。
『ポケモンXD 闇の旋風ダーク・ルギア』では、デスゴルドが扱う究極のダークポケモン「ダークルギア」として登場。このダークルギアは本来のルギアとは異なる黒色や紫色を基調とした体色に変化し、目元など身体各部の形状も変形しており、禍々しい姿へと変貌している。また、ゲーム内でXD001というコードネームが付けられている。
TVアニメ版ではジョウト編で、ヒロシと合流したサトシたちが劇場版とは別個体のルギアの母子と遭遇する。一度はロケット団にとらわれの身となるが、サトシたちの協力により脱出して海に帰っていく。
劇場版では1999年公開の『幻のポケモン ルギア爆誕』に「海の神」として初登場。劇場版が決定した段階では『ポケモンX』と呼ばれていた。脚本家の首藤剛志は、ルギアについてアニメオリジナルポケモンとして考案したことを明かしている。その後、ゲームで『金・銀』のジャケットポケモンに抜擢されたが、これに関して首藤は映画公開時点でゲームの開発が遅れていたためゲームに反映する余裕があったのだと述べている。この作品で登場したルギアは知能が高く、テレパシー能力も有しており、サトシたちとの意思疎通も普通にこなしていた。声優は山寺宏一。その後は、2015年公開の『光輪の超魔神 フーパ』や2018年公開の『みんなの物語』に登場、「ぼうふう」を覚えた「風のルギア」が後者の前売券特典となった。
スマートフォン用アプリ「Pokémon GO」では2017年7月23日から9月1日までの期間限定でレイドボスとして登場し、レイドバトルに勝利してゲットチャレンジに成功した場合のみ入手が可能となる。
『大乱闘スマッシュブラザーズシリーズ』では、第2作『大乱闘スマッシュブラザーズDX』以降モンスターボールから登場する。出現すると一旦上空へ飛び去り、その後画面の奥から「エアロブラスト」を放って攻撃する。

## ホウオウ
| 分類: にじいろポケモン | タイプ: ほのお/ ひこう     | 高さ: 3.8m   | 重さ: 199.0kg |
| 特性: プレッシャー     | かくれ特性: さいせいりょく | 進化前: なし | 進化後: なし  |

ルギアと対をなすジョウト地方の伝説のポケモン。その名の通り鳳凰と似た姿をしており、その姿は七色に輝くと語られる。神話においては、世界中を飛び続ける、心正しき者の前に姿を現す、虹の麓に生息している、飛んだあとには虹が残る、羽は幸せをもたらす、ホウオウを見たものには永遠の幸せが約束される、という伝承が伝えられている。またこれらの伝承のイメージとは異なり、実際の顔つきや動作が猛々しいことも特徴である。
一方、ジョウト地方のエンジュシティには上記のポケモン神話とは異なる言い伝えが残されている。ポケモン神話における「なかなか出会えない」「幸福の象徴」のようなイメージは登場しない代わりに、生命の蘇生を象徴する側面が強調されている。エンジュシティにおいては古くから（『クリスタル』によると700年前に建設された）スズの塔に舞い降りる塔の主であるとされている。
焼けた塔の落雷による火災で死んだ名も無き3体のポケモン（『クリスタル』によるとライコウ・エンテイ・スイクン）を蘇生させたという伝説も残されている。しかし『ハートゴールド・ソウルシルバー』によると、その際に人々に明らかになった力を恐れられ、追い立てられて飛び去ったという。また、1500年前に建造されたアルフの遺跡の石版にも、当時絶滅していたはずの化石ポケモンと共に姿が残されている。
『金・銀・クリスタル』で初登場したポケモンだが、既に『赤・緑』の時代から月刊コロコロコミックなどで、デンリュウ、ヤドキングと共にデザイン画のみ公開されており、「ポケモン2に出る伝説のポケモン」といった形での雑誌紹介がなされていた。この時に公開されていたホウオウは足が長い設定であったが、正式にゲーム発売前に公開されたホウオウでは足が短くなっていた。『金』と『ハートゴールド』ではパッケージを飾っている。
いずれのバージョンでも「にじいろのはね」を手に入れることで「スズのとう」の屋根の上で1度だけ対戦できるが、レベルはそれぞれ異なる。リメイク版『ハートゴールド・ソウルシルバー』でも再び伝説のポケモンとして「スズのとう」で登場する。いずれのホウオウも「せいなるはい」を持っている。なお、『ハートゴールド』ではエンディング前に必ずホウオウと会うことになり、捕獲に失敗しても殿堂入り後に復活するようになった。ルギアと同様、『金・銀』での戦闘時の曲は野生ポケモンの方と同じだったが、本作では登場イベントと戦闘時における専用のテーマ曲が新たに用意された。
専用技は「せいなるほのお」。激しく燃え上がる炎を相手に叩きつけて攻撃し、50%の確率で相手をやけど状態にするほのおタイプの技。ほのおタイプの物理攻撃技としてはトップクラスの威力を誇る。
『ルビー・サファイア』『ファイアレッド・リーフグリーン』は旧作との互換性が無いため通常のプレイで入手できず、しばらくの間に幻のポケモンと同様に全国図鑑の完成条件には含まれないポケモン扱いとなる。この扱いは『ダイヤモンド・パール・プラチナ』にも継続（入手手段はGBA版から連れてくるのみ）だったが、『金・銀』のリメイク作『ハートゴールド・ソウルシルバー』で再び通常入手可能によって解消された。
『オメガルビー』ではグラードン・カイオーガ戦闘後のシーキンセツの外に出現。『ウルトラサン』では「にちりんのさいだん」からウルトラワープライドで行ける「ウルトラスペースゼロ 崖の世界」に出現。『ソード・シールド』では有料追加コンテンツ(エキスパンション・パス)「冠の雪原」のマックスダイ巣穴を調査する『ダイマックスアドベンチャー』に出現。『ブリリアントダイヤモンド』では殿堂入り後に行けるハマナスパークに出現（にじのせきばんが必要）。『スカーレット・バイオレット』ではおやつおやじからおやつを貰うと南6番エリア南東の崖の上に出現。
『ポケモンコロシアム』ではシナリオモードの最後に登場。主人公に敗れ逃亡しようとするワルダックのヘリコプターを、せいなるほのおで爆破した。また、全てのダークポケモンをリライブした後、そのデータで対戦モードのバトル山100人抜きを達成すると主人公のものになる。
TVアニメ版では第1話のラストにて早くも初登場している。その際は金色に光りはっきりとした輪郭は無い姿で空を飛び去った。この時サトシはポケモン図鑑で調べようとしたが、図鑑にもデータが入っていなかった。先述の通り放送時点で既にホウオウのデザイン画は公開されていたが、金・銀の発売が最終的に1999年末まで延期になったことで、視聴者にとっても正体不明のポケモンとなっていた。
ジョウト編ではエンジュシティにて、サトシがホウオウを見たということにエンジュジムジムリーダーのマツバが驚いている。大昔のことを解説する回想シーンでホウオウが登場することもある。その後はジョウト編最終回直前、『アドバンスジェネレーション』バトルフロンティア編後半で登場し、サトシに進むべき道を示している。また『ダイヤモンド＆パール』で使用された最後のOPは、サトシとピカチュウがホウオウを追い駆けるシーンから始まる。
『ダイヤモンド&パール』4話ではサトシがヒカリと会話している時、サトシはホウオウを見たという話をしている。
劇場版には予告に何度か登場しており、『キミにきめた!』で本編への登場を果たした。
『大乱闘スマッシュブラザーズDX』『大乱闘スマッシュブラザーズX』ではモンスターボールから登場する。出現すると一旦上空へ飛び去り、その後画面の奥から「せいなるほのお」を放って攻撃する。

## セレビィ
| 分類: ときわたりポケモン | タイプ: くさ/ エスパー | 高さ: 0.6m   | 重さ: 5.0kg  |
| 特性: しぜんかいふく     | かくれ特性: なし       | 進化前: なし | 進化後: なし |

幻のポケモンの一種。大きな瞳と小さな羽根があり、妖精のような外見をしている。頭には2本の触角のような部位がある。「ときわたり」という能力によって時間移動をすることができ、未来の世界からポケモンのタマゴを持ってくることもあるという。平和な時代にだけ姿を見せ、時を越えてセレビィが現れる限り、明るい未来が訪れるとされている。また、森の神とも言われており、傷を癒し草木に力を分け与えるとされている。
『金・銀・クリスタル』より登場。通常のプレイでは入手できないが、『クリスタル』では、モバイルシステムGBのイベント（バーチャルコンソール版では殿堂入り後のイベント）で「ジーエスボール」を入手した後、一定の条件を満たして「ウバメのもり」の社に行くとセレビィが出現した。その他にも、任天堂主催のイベントでセレビィが配布されたことがあった。
2010年公開の映画『幻影の覇者 ゾロアーク』では上映劇場でセレビィが配信され、『ダイヤモンド・パール・プラチナ』と『ハートゴールド・ソウルシルバー』で受け取ることができた。また、このセレビィを『ブラック・ホワイト』へ転送すると、ゾロアと出会い仲間にするイベントが発生する。2020年公開の映画『ココ』では特別前売券で色違いのセレビィが配信され、『ソード・シールド』で受け取ることができた。
存在が公表される以前は、『赤・緑』におけるミュウと同様に、存在や入手方法に関して様々な噂が流れ、ゲーム情報誌が特集を組んで、入手方法を探すなどの企画がなされることもあった。中でも「ホウオウに『きんのはっぱ』、ルギアに『ぎんのはっぱ』を持たせて育て屋に預けると、「ウバメのもり」の社にセレビィのタマゴが現れる」というものが有名である。杉森建はこの噂に対し、「別に噂やデマを煽るわけではないが、そうやっていろいろ想像したり妄想をふくらませてくれたりすると、作り手としては嬉しい。」と語っていた。
TVアニメ版では『アドバンスジェネレーション』第155話に登場し、山火事で怪我をしたところをヒナタやサトシ達に助けられた。サイドストーリー「もうひとつのセレビィ伝説」にも登場し、マリオンシティのポケモンセンターにいたヒロシを過去の世界にタイムスリップさせ、ヒロシに歴史を変えさせた。声優は双方とも西村ちなみ。『サン&ムーン』では野生のセレビィが登場、サトシをガオ（幼き日のククイ博士）の時代へタイムスリップさせた。こちらの声優は金魚わかな。
劇場版では2001年公開の映画『セレビィ 時を超えた遭遇』で初登場。声優は杉山佳寿子。40年前、森でハンターに追われていたところをユキナリに助けられ、「ときわたり」によって40年後の世界へやってきた。劇中終盤では、ビシャスの悪巧みによって暴走し、大量の樹木の根が集まって出来た巨獣「セレビィゴーレム」へと変貌するが、サトシたちに助けられ、ユキナリと共に「ときわたり」で無事に40年前の世界へと戻っていった。
このほか、上記の『幻影の覇者 ゾロアーク』で再登場。声優は釘宮理恵。『ココ』では色違いのピンクのセレビィが登場。劇場版に登場するゲストの伝説のポケモンの中ではミュウツー、ルギアに並んで回数が多い。
『大乱闘スマッシュブラザーズDX』『大乱闘スマッシュブラザーズX』ではモンスターボールから登場する。『DX』では対戦での撃墜数が5000回以上にならないと登場しない。出現すると「そらをとぶ」で飛び去ってしまう。攻撃はしないが、フィギュアを落としていく。